# Liste der Kulturdenkmale in Lübeck-St. Jürgen
- Karte mit allen Koordinaten:
- OSM |
- WikiMap

Die Liste der Kulturdenkmale in Lübeck-St. Jürgen beschreibt Kulturdenkmale im Stadtteil Lübeck-St. Jürgen der Hansestadt Lübeck (Stand: 7. November 2024).
Die Hansestadt Lübeck ist gemäß Denkmalschutzgesetz des Landes Schleswig-Holstein für ihren Bereich zugleich obere Denkmalschutzbehörde und nimmt damit eine Sonderstellung unter den Städten und Gemeinden Schleswig-Holsteins ein. Als obere Denkmalschutzbehörde obliegt ihr die Führung der Denkmalliste. Allerdings wurde die Aufstellung öffentlicher Denkmallisten in Schleswig-Holstein erst durch die Neufassung des Denkmalschutzgesetzes vom 30. Dezember 2014 vorgeschrieben. Öffentliche Denkmallisten lagen zunächst seit 2016 nur für die Baudenkmale der Bezirke Innenstadt und Travemünde sowie für archäologische Kulturdenkmale und Grabungsschutzgebiete vor; erst 2019 wurde eine Denkmalliste der Gesamtstadt nach Adresse veröffentlicht.
Die Liste ist nach Straßen sortiert.
Die Bodendenkmale sind in der Liste der Bodendenkmale in Lübeck aufgeführt.

## Legende und Hinweise
In den Spalten befinden sich folgende Informationen:
- Objekt-ID: die Nummer des Kulturdenkmales
- Lage: die Adresse des Kulturdenkmales und die geographischen Koordinaten. Kartenansicht, um Koordinaten zu setzen. In der Kartenansicht sind Kulturdenkmale ohne Koordinaten mit einem roten Marker dargestellt und können in der Karte gesetzt werden. Kulturdenkmale ohne Bild sind mit einem blauen Marker gekennzeichnet, Kulturdenkmale mit Bild mit einem grünen Marker.
- Offizielle Bezeichnung: Bezeichnung des Kulturdenkmales
- Beschreibung: die Beschreibung des Kulturdenkmales
- Bild: ein Bild des Kulturdenkmales

In der Liste sind folgende Arten von Kulturdenkmalen erfasst: Bauliche Anlagen, Sachgesamtheiten, Mehrheit von baulichen Anlagen, Gründenkmale sowie Teile von baulicher Anlage. Bauliche Anlagen sind nicht entsprechend gekennzeichnet. Sachgesamtheiten und Mehrheiten von baulichen Anlagen sind einzeln erfasst sein mit der Angaben aus welchen Teilen sie bestehen. Zusätzlich können Teil davon als Bauliche Anlage erfasst sein, diese sind ebenfalls als „Teil von“ gekennzeichnet.

## Absalonshorster Weg
| Objekt-ID | Lage                                                   | Offizielle Bezeichnung | Beschreibung | Bild |
| --------- | ------------------------------------------------------ | ---------------------- | --- | ---- |
| 1180      | Absalonshorster Weg 53 (53° 49′ 29″ N, 10° 45′ 3″ O)   | Gutshaus Falkenhusen   | Schutzumfang: Auf das gesamte Gutshaus mit seitlich versetzt anschließendem Stallgebäude mit umgebenden Freiflächen aus dreiseitig begrenztem Zufahrtshof, sowie seitlich und hinter dem Gutshaus Garten und Wirtschaftsflächen - Gutshaus der 1. Hälfte des 19. Jhd.; eingeschossig unter abgewalmtem Satteldach mit Erweiterungen vermutlich der 1930er Jahre um einen zweigeschossigen Anbau unter Satteldach zur Rückseite - Schutzgrund: geschichtlich, wissenschaftlich, städtebaulich | BW   |
| 1179      | Absalonshorster Weg 100 (53° 49′ 25″ N, 10° 45′ 37″ O) | Backsteinbau           | Schutzumfang: Auf das Hauptgebäude ohne die Anbauten von 1959, 1965 und 1973, sowie die östlich anschließende Freifläche zur Wakenitz - eingeschossiger Backsteinbau mit innerem Fachwerkgerüst unter reetgedecktem Krüppelwalmdach von 1820 (Inschrift), sowie über westlicher Haushälfte mit älterem Dachstuhl des späten 17. Jhd. - Schutzgrund: geschichtlich, wissenschaftlich, städtebaulich                                                                                           | BW   |

## Alter Wasserturm
| Objekt-ID     | Lage                                             | Offizielle Bezeichnung | Beschreibung | Bild                             |
| ------------- | ------------------------------------------------ | ---------------------- | --- | -------------------------------- |
| 3936          | Alter Wasserturm 1 (53° 51′ 20″ N, 10° 42′ 5″ O) | Wasserwerk             | Das Wasserwerk spiegelt als baulich-technisches Dokument industrieller Provenienz den jeweiligen Stand der städtischen Wasseraufbereitung im Zeitraum von 1867 bis in die 1960er Jahre wider - Begründung: geschichtlich, technisch, städtebaulich - Schutzumfang: Der Umfang erstreckt sich auf die gesamte Anlage des Oberflächenwasserwerkes (das Äußere der Gebäude mit Einrichtungen und technischen Anlagen sowie die erhaltenen Freiflächen). - Sachgesamtheit bestehend aus Alter Wasserturm 2 Doppelwohnhaus, Alter Wasserturm 4 Altes Maschinenhaus/Kohlenschuppen, Alter Wasserturm 4 Neues Maschinenhaus, Alter Wasserturm 4 Öllager, Alter Wasserturm 4 Reinwasserbehälter 1+2, Wakenitzstraße 83 Reinwasserbehläter 3+4, Zum Wasserspeicher 10 Kohlefilterhalle | BW                               |
| 1602 Wikidata | Alter Wasserturm 1 (53° 51′ 19″ N, 10° 42′ 2″ O) | Wasserwerk             | Schutzumfang: Auf das gesamte Bauwerk des Wasserturms und des Oberflächenwerkes - Wasserturm des Oberflächenwasserwerkes; ein architektonisch charakteristisches in der Formensprache der Neugotik ausgeführtes Zeugnis industrieller Bauweise; Seit 1972 wird hier kein Wasser mehr gewonnen und aufbereitet. Die Reinwasserbehälter sowie der Wasserturm dienen lediglich als Wasserspeicher mit einem Gesamtvolumen von 18.000 m³. Über diverse Pumpen wird das Wasser bedarfsorientiert an das Stadtnetz abgegeben. Die Speicherfüllung findet in der Regel nachts statt. - Schutzgrund: geschichtlich, technisch, städtebaulich - Sonstiges: Teil der Sachgesamtheit - Wasserwerk!                                                                                       | weitere Fotos \| Fotos hochladen |

## Am Brink
| Objekt-ID | Lage                                      | Offizielle Bezeichnung    | Beschreibung | Bild            |
| --------- | ----------------------------------------- | ------------------------- | --- | --------------- |
| 1687      | Am Brink 6 (53° 51′ 29″ N, 10° 41′ 44″ O) | Aktualisierung vorgesehen | Aktualisierung vorgesehen | BW              |
| 1182      | Am Brink 7 (53° 51′ 28″ N, 10° 41′ 44″ O) | Gartenhaus                | Schutzumfang: Auf das gesamte Gebäude - Ehem. Krübbesches Gartenhaus erbaut 1817 oder 1818 von Joseph Christian Lillie; zweigeschossig - Schutzgrund: geschichtlich, wissenschaftlich, städtebaulich | Fotos hochladen |

## Am Mühlenbach
| Objekt-ID | Lage                                                    | Offizielle Bezeichnung | Beschreibung | Bild                             |
| --------- | ------------------------------------------------------- | ---------------------- | --- | -------------------------------- |
| 1497      | Am Mühlenbach, Krummesse (53° 46′ 28″ N, 10° 38′ 18″ O) | Schleuse               | Schutzumfang: Auf die technischen Anlagen des historischen Schleusenbetriebes und ihre baulichen Gehäuse - a.) Hotopp-Schleuse im Elbe-Lübeck-Kanal von 1897; Prototyp mit zeitnah zur Inbetriebnahme 1900 ergänzten Verbesserungen; voll funktionstüchtig - b.) kleines eingeschossiges Gebäude aus Ziegelmauerwerk unter flach geneigtem Satteldach - Schutzgrund: geschichtlich, wissenschaftlich, technisch | weitere Fotos \| Fotos hochladen |

## An der Falkenwiese
| Objekt-ID | Lage                                              | Offizielle Bezeichnung | Beschreibung | Bild |
| --------- | ------------------------------------------------- | ---------------------- | --- | ---- |
| 1437      | An der Falkenwiese (53° 52′ 10″ N, 10° 42′ 14″ O) | Schulgarten            | Schutzumfang: Auf den gesamten historischen Bereich, topographische Strukturen und Vegetation (wertvoller Altbaumbestand) der öffentlichen botanischen Gartenseite - Entlang des Wakenitzwanderweges, auf Höhe des Freibades Falkenwiese; letztes noch erhaltenes Musterbeispiel eines historischen Schulgartens in Schleswig-Holstein - Gründenkmal - Schutzgrund: geschichtlich, künstlerisch | BW   |

## Antonistraße
| Objekt-ID | Lage                                           | Offizielle Bezeichnung    | Beschreibung | Bild |
| --------- | ---------------------------------------------- | ------------------------- | --- | ---- |
| 2628      | Antonistraße 9 (53° 51′ 33″ N, 10° 41′ 46″ O)  | Eckgebäude                | Schutzumfang: Gesamtes Gebäude - Markantes zweigeschossiges Eckgebäude an der Straßenkreuzung Antonistraße/Klosterstraße - Schutzgrund: geschichtlich, städtebaulich | BW   |
| 1690      | Antonistraße 19 (53° 51′ 31″ N, 10° 41′ 44″ O) | Aktualisierung vorgesehen | Aktualisierung vorgesehen | BW   |

## Bäckerstraße
| Objekt-ID | Lage                                           | Offizielle Bezeichnung | Beschreibung | Bild                             |
| --------- | ---------------------------------------------- | ---------------------- | --- | -------------------------------- |
| 1190      | Bäckerstraße 21 (53° 51′ 28″ N, 10° 41′ 48″ O) | Wohnhaus               | Schutzumfang: Auf das gesamte Gebäude einschl. schutzwürdiger Teile im Inneren - zweigeschossiges klassizistisches Haus mit Walmdach und ausgebauter Veranda an der Vorderfront; 1. Hälfte 19. Jhd. - Schutzgrund: geschichtlich, wissenschaftlich, städtebaulich | weitere Fotos \| Fotos hochladen |

## Bei der Gasanstalt
| Objekt-ID | Lage                                                  | Offizielle Bezeichnung | Beschreibung | Bild |
| --------- | ----------------------------------------------------- | ---------------------- | --- | ---- |
| 1226      | Bei der Gasanstalt 5-9 (53° 50′ 59″ N, 10° 40′ 35″ O) | Werkhalle              | Schutzumfang: Auf das gesamte Gebäude einschließlich der festen Einbauten und der in Kennzeichnung des Kulturdenkmals genannten Maschinen - Große Werkhalle, ehem. Maschinenhalle der Firma Diestel, erbaut 1908–10 von den Architekten Willy Glogner und Paul Vermehren; zweigeschossiges Backsteingebäude mit Satteldach - Schutzgrund: geschichtlich, wissenschaftlich | BW   |

## Behringstraße
| Objekt-ID | Lage | Offizielle Bezeichnung       | Beschreibung | Bild |
| --------- | --- | ---------------------------- | --- | ---- |
| 3953      | Behringstraße, Dorfstraße, Friedrich-Ebert-Hof, Friedrichstraße, Helmholtzstraße, Robert-Koch-Straße, Trendelenburgstraße, Virchowstraße (53° 50′ 41″ N, 10° 41′ 20″ O) | Siedlung Hansahof St. Jürgen | Schutzumfang: Auf das Äußere der Gebäude sowie die umgebenden Grünflächen und platzartigen Anlagen (insbesondere im nördlichen Bereich). - Siedlung der 1920er und 1930er Jahre mit verschiedenen Bautypen. - Begründung: geschichtlich, technisch, städtebaulich - Mehrheit von baulichen Anlagen: Behringstraße 1, 1 a, 1 b, 2 a, 3, 4, 4 a, 5, 6, 7, 8, 9, 10, 11, 12, 13, 14, 15, 16, 17, 18, 19, 20, 21, 22, 23, 24, 25, 26, 27, 28, 29, 30, 31, 32, 33, 34, 35, 36, 37, 38, 39, 40, 41, 42, 43, 44, 45, 46, 47, 48, 49, 49 a, 50, Dorfstraße 20, Friedrich-Ebert-Hof 1, 2, 3, 4, 5, 6, 7, 8, Friedrichstraße 10, 12, 14, 15, 16, 17, 18, 19, 20, 21, 22, 23 - 25, 24, 26, 27 - 29, 28, 30, 31, 32, 33, 35, 37, 39, 41, 43, 45, 47, Helmholtzstraße 1, 1 a, 3, 3 a, 4, 5 - 7, 6, 8, 9, 10 - 12a, 14, 16, 18, 20, 24, 26, 28, 30, 32, 34, 36, 38, 40, Robert-Koch-Straße 1 - 3, 2, 4, 5, 5 a, 6, Trendelenburgstraße 27, 29, 31, 33, 36, 38, 40, 42, 44, Virchowstraße 1, 2, 2 a, 3, 4, 5, 6, 7, 8, 9, 10, 11, 12, 13, 14, 15, 16, 17, 18, 19, 20, 21, 22, 23, 24, 25, 26, 27, 28, 29, 30, 31, 32, 33, 34, 35, 36, 37, 38, 40 | BW   |

## Berliner Platz
| Objekt-ID | Lage                                                                               | Offizielle Bezeichnung | Beschreibung | Bild                             |
| --------- | ---------------------------------------------------------------------------------- | ---------------------- | --- | -------------------------------- |
| 1227      | Berliner Platz; auf der Grünfläche des Kreisverkehrs (53° 51′ 5″ N, 10° 40′ 56″ O) | Berliner Bär           | Schutzumfang: Auf den gesamten Stein an seinem Ort - Der Stein steht auf der Verkehrsinsel des Berliner Platzes, der 1959 nach ihm benannt wurde und dokumentiert die Entfernung Lübeck-Berlin - Schutzgrund: geschichtlich, wissenschaftlich | weitere Fotos \| Fotos hochladen |

## Berliner Straße
| Objekt-ID     | Lage                                              | Offizielle Bezeichnung | Beschreibung | Bild            |
| ------------- | ------------------------------------------------- | ---------------------- | --- | --------------- |
| 1498 Wikidata | Berliner Straße 12 (53° 50′ 51″ N, 10° 40′ 52″ O) | Bunker                 | Schutzumfang: Auf das gesamte Bauwerk - Luftschutzbunker in Form eines kegelförmigen, sich nach oben verjüngenden Turmes - Schutzgrund: geschichtlich, wissenschaftlich, städtebaulich | Fotos hochladen |

## Blanckstraße
| Objekt-ID | Lage                                          | Offizielle Bezeichnung | Beschreibung | Bild            |
| --------- | --------------------------------------------- | ---------------------- | --- | --------------- |
| 1228      | Blanckstraße 6 (53° 51′ 50″ N, 10° 41′ 55″ O) | Wohnhaus               | Schutzumfang: Auf das gesamte Gebäude von 1876/77 mit umgebender Freifläche - Vorstadtvilla in gelbem Backstein unter traufständigem Satteldach mit braunglasierten Zwischenschichten, stark profiliertem Gesims, ornamentierten Feldern, Freigespärre mit beschnitzten Holzstützen an den Giebelseiten - Schutzgrund: geschichtlich, wissenschaftlich, städtebaulich | Fotos hochladen |

## Blasfeld
| Objekt-ID | Lage                                      | Offizielle Bezeichnung    | Beschreibung | Bild |
| --------- | ----------------------------------------- | ------------------------- | --- | ---- |
| 1768      | Blasfeld (53° 48′ 35″ N, 10° 40′ 59″ O)   | Blasfeld                  | Aktualisierung vorgesehen - Mehrheit von baulichen Anlagen bestehend aus Blasfeld 1, Blasfeld 6, Blasfeld 7, Blasfeld 9, Blasfeld 10, Blasfeld 13, Blasfeld 14, Blasfeld 16, Blasfeld 17 Katen, Blasfeld 17 Scheune, Blasfeld 20, Blasfeld 27 und Krog 30                                                    | BW   |
| 1229      | Blasfeld 1 (53° 48′ 36″ N, 10° 40′ 59″ O) | Wohn- und Wirtschaftshaus | Schutzumfang: Auf das Äußere des Gebäudes - Reetgedecktes ländliches Wohn- und Wirtschaftshaus („Niederdeutsches Hallenhaus“) 1. Hälfte 19. Jhd. in Backsteinbauweise auf großem Hofareal - Teil der Mehrheit von baulichen Anlagen - Blasfeld - Schutzgrund: geschichtlich, städtebaulich, wissenschaftlich | BW   |
| 3049      | Blasfeld 6 (53° 48′ 35″ N, 10° 41′ 2″ O)  | Aktualisierung vorgesehen | Schutzumfang: Auf das Äußere des Gebäudes, die Fachwerkkonstruktion und das Dach - Teil der Mehrheit von baulichen Anlagen - Blasfeld | BW   |
| 1499      | Blasfeld 7 (53° 48′ 39″ N, 10° 41′ 2″ O)  | Vierständer-Scheune       | Schutzumfang: Auf das gesamte Gebäude - Reetgedeckte Vierständerscheune mit Längsdurchfahrt, erbaut 1828 - Teil der Mehrheit von baulichen Anlagen - Blasfeld - Schutzgrund: geschichtlich, städtebaulich | BW   |
| 1500      | Blasfeld 17 (53° 48′ 41″ N, 10° 41′ 5″ O) | Doppelkaten               | Schutzumfang: Auf das Äußere des Gebäudes, einschließlich der historischen Reetdeckung - Strohgedeckter Doppelkaten vom ehemaligen Hof Burmester - Teil der Mehrheit von baulichen Anlagen - Blasfeld - Schutzgrund: städtebaulich, geschichtlich, wissenschaftlich                                          | BW   |
| 3072      | Blasfeld 17 (53° 48′ 40″ N, 10° 41′ 6″ O) | Aktualisierung vorgesehen | Aktualisierung vorgesehen - Teil der Mehrheit von baulichen Anlagen - Blasfeld | BW   |

## Brehmerstraße
| Objekt-ID | Lage                                            | Offizielle Bezeichnung | Beschreibung | Bild |
| --------- | ----------------------------------------------- | ---------------------- | --- | ---- |
| 1196      | Brehmerstraße 8 (53° 51′ 20″ N, 10° 41′ 24″ O)  | Gebäude                | Schutzumfang: Auf das gesamte Gebäude - zweigeschossiges Gebäude, erbaut 1890 in der damals üblichen sogenannten Schweitzerhaus-Stilbauweise, typisch für die Frühzeit der Vorstadtbebauung - Schutzgrund: geschichtlich, wissenschaftlich, städtebaulich          | BW   |
| 1501      | Brehmerstraße 18 (53° 51′ 19″ N, 10° 41′ 29″ O) | Vorstadtvilla          | Schutzumfang: Auf das gesamte Gebäude mit umgebender Hof- und Grünfläche, Gartenzaun zur Straße - zweigeschossige backsteinsichtige Vorstadtvilla von 1887 auf Hochkeller mit abgewalmtem Satteldach - Schutzgrund: geschichtlich, wissenschaftlich, städtebaulich | BW   |

## Charlottenstraße
| Objekt-ID | Lage                                              | Offizielle Bezeichnung | Beschreibung | Bild |
| --------- | ------------------------------------------------- | ---------------------- | --- | ---- |
| 2656      | Charlottenstraße 8 (53° 51′ 17″ N, 10° 41′ 14″ O) | Wohnhaus               | Schutzumfang: Auf das gesamte Gebäude - Wohnhaus, zweigeschossig, traufständig, mit fünf Achsen in der Straßenfassade, mittig betont durch dreiachsigen Risalit mit eigenem flach geneigten und weit überkragendem Satteldach - Schutzgrund: geschichtlich, städtebaulich | BW   |

## Falkenhusener Weg
| Objekt-ID | Lage                                                | Offizielle Bezeichnung | Beschreibung | Bild |
| --------- | --------------------------------------------------- | ---------------------- | --- | ---- |
| 4024      | Falkenhusener Weg 2–8 (53° 49′ 57″ N, 10° 43′ 4″ O) | St.-Augustinus-Kirche  | Schutzumfang: Auf das Äußere der Gebäude (Materialität, Fassaden, Kubatur, Dachform) sowie die umgebenden Grünflächen. Denkmaltyp: Sachgesamtheit | BW   |

## Falkenplatz
| Objekt-ID | Lage                                          | Offizielle Bezeichnung | Beschreibung | Bild            |
| --------- | --------------------------------------------- | ---------------------- | --- | --------------- |
| 1231      | Falkenplatz 10 (53° 51′ 56″ N, 10° 41′ 55″ O) | Alte Stadtschule       | Schutzumfang: Auf das gesamte Gebäude - Erbaut 1913–14 nach Entwurf von Baurat Carl Mühlenpfordt als Lyzeum/Freesesche Schule; dreigeschossiger Ziegelbau mit hervorspringendem breiten Mittelteil, den ein Dacherker mit flachem Dreieckgiebel betont - Schutzgrund: geschichtlich, wissenschaftlich, städtebaulich | Fotos hochladen |

## Falkenstraße
| Objekt-ID | Lage                                             | Offizielle Bezeichnung                  | Beschreibung | Bild |
| --------- | ------------------------------------------------ | --------------------------------------- | --- | ---- |
| 1232      | Falkenstraße 4, 6 (53° 51′ 59″ N, 10° 41′ 57″ O) | Wohnhaus- und Geschäftsblock            | Schutzumfang: Auf das Äußere des Gebäudes sowie erhaltenswerte teile im Inneren (Gesamte Treppenanlage, Wohnungstüren, Wandornamente inkl. Briefkastenanlage im Erdgeschoss) - Streng durchgestalteter, symmetrischer Wohnhaus-/Geschäftsblock, fünfeinhalbgeschossig, 1928/29 von der „Baugemeinschaft mbH Lübeck“ nach einem Entwurf von dem Architekten von Ladiges gebaut - Schutzgrund: geschichtlich, wissenschaftlich, städtebaulich | BW   |
| 1233      | Falkenstraße 8, 10 (53° 52′ 0″ N, 10° 41′ 57″ O) | Wohnhaus- und Geschäftsblock            | Schutzumfang: Auf das Äußere der Gebäude sowie erhaltenswerte Teile im Inneren (Wohnungstüren, Terrazzoböden, Treppengeländer und -stufen) Streng durchgestalteter, symmetrischer Wohnhaus-/Geschäftsblock, 5- einhalbgeschossig, 1928/29 von der „Baugemeinschaft mbH Lübeck“ nach einem Entwurf von dem Architekten von Ladiges gebaut; Schutzgrund: geschichtlich, wissenschaftlich, städtebaulich                                       | BW   |
| 1503      | Falkenstraße 60 (53° 52′ 28″ N, 10° 41′ 45″ O)   | Kopfbau eines dreiteiligen Baukomplexes | Schutzumfang: Auf das gesamte Gebäude von 1960/61 ohne die späteren Anbauten - Kopfbau eines dreiteiligen Baukomplexes, bestehend aus dem 1960 errichteten Kopfbau (A), einem 1975 im hinteren Grundstück liegenden Neubau (B), sowie einem 2007 zwischen A und B errichteten Verbindungsbau (C) - Schutzgrund: geschichtlich, wissenschaftlich, städtebaulich                                                                              | BW   |

## Friedrich-Wilhelm-Platz
| Objekt-ID | Lage                                                    | Offizielle Bezeichnung | Beschreibung | Bild |
| --------- | ------------------------------------------------------- | ---------------------- | --- | ---- |
| 3930      | Friedrich-Wilhelm-Platz 5 (53° 51′ 7″ N, 10° 41′ 34″ O) | Villa                  | Schutzumfang: Auf das gesamte Gebäude sowie die umgebende Freifläche. - Villa, nach Plänen des Bauunternehmers Heinrich Christian Stender errichtet. - Schutzgrund: geschichtlich, künstlerisch | BW   |

## Fritz-Reuter-Straße
| Objekt-ID | Lage                                                 | Offizielle Bezeichnung | Beschreibung | Bild |
| --------- | ---------------------------------------------------- | ---------------------- | --- | ---- |
| 1504      | Fritz-Reuter-Straße 1 (53° 51′ 10″ N, 10° 41′ 43″ O) | Vorstadtvilla          | Schutzumfang: Auf das gesamte Gebäude mit umgebender Gartenanlage - Vorstadtvilla von 1910 in Ecklage mit umgebender Gartenanlage (Harry-Mass-Einfluss); zweigeschossiger Putzbau auf hohem Kellergeschoss mit ausgebautem Mansardwalmdach - Schutzgrund: geschichtlich, wissenschaftlich, städtebaulich | BW   |
| 1505      | Fritz-Reuter-Straße 11 (53° 51′ 7″ N, 10° 41′ 42″ O) | Vorstadtvilla          | Schutzumfang: Auf das gesamte Gebäude mit umgebender Gartenanlage - Vorstadtvilla von 1907 mit umgebender Gartenanlage; giebelständiger eingeschossiger Putzbau auf hohem Kellergeschoss mit ausgebautem Mansarddach - Schutzgrund: geschichtlich, wissenschaftlich, städtebaulich                       | BW   |

## Gartengang
| Objekt-ID | Lage                                       | Offizielle Bezeichnung    | Beschreibung | Bild                                    |
| --------- | ------------------------------------------ | ------------------------- | --- | --------------------------------------- |
| 1234      | Gartengang 5 (53° 51′ 9″ N, 10° 42′ 17″ O) | Einfamilienhaus           | Schutzumfang: Auf das gesamte Gebäude - Einfamilienhaus, erbaut um 1926 nach Plänen von Emil Steffann; zweigeschossiger, kubischer Baukörper mit Flachdach - Schutzgrund: geschichtlich, wissenschaftlich, städtebaulich | BW                                      |
| 3944      | Gartengang 5 ()                            | Gartenanlage Gartengang 5 | Gründenkmal | Direkt Bild zu diesem Denkmal hochladen |
| 1235      | Gartengang 9 (53° 51′ 9″ N, 10° 42′ 19″ O) | Fachwerkwohngebäude       | Schutzumfang: Auf das gesamte Wohngebäude (ohne Flügelbau von 1985 und Garage von 1981) und die umgebende Gartenanlage - Freistehendes zweigeschossiges Fachwerkwohngebäude in Hanglage konzipiert als Einfamilienhaus, mit steilem, pfannengedeckten Satteldach; erbaut 1921 nach Plänen des Architekten Emil Steffann als sein eigenes Wohnhaus - Schutzgrund: geschichtlich, wissenschaftlich, städtebaulich | BW                                      |

## Gartenstraße
| Objekt-ID | Lage                                          | Offizielle Bezeichnung | Beschreibung | Bild |
| --------- | --------------------------------------------- | ---------------------- | --- | ---- |
| 1506      | Gartenstraße 8 (53° 51′ 22″ N, 10° 41′ 27″ O) | Doppelhaushälfte       | Schutzumfang: Auf die gesamte Gebäudehälfte auf umgebendem Gartengrundstück - Südliche Doppelhaushälfte von 1886/7 auf umgebendem Gartengrundstück; errichtet zeitgleich mit ähnlichen Gebäuden in der Straße durch Bauunternehmer F.G. Barby - Schutzgrund: geschichtlich, wissenschaftlich, städtebaulich | BW   |

## Geniner Straße
| Objekt-ID | Lage                                               | Offizielle Bezeichnung       | Beschreibung | Bild                                    |
| --------- | -------------------------------------------------- | ---------------------------- | --- | --------------------------------------- |
| 1115      | Geniner Straße 5 (53° 51′ 13″ N, 10° 41′ 14″ O)    | Wohnhaus                     | Schutzumfang: Auf das gesamte Gebäude - zweigeschossiges, unterkellertes Wohnhaus mit ausgebautem Dachgeschoss, erbaut 1891 durch W. Torkuhl - Schutzgrund: geschichtlich, wissenschaftlich, städtebaulich | BW                                      |
| 1507      | Geniner Straße 43-87 (53° 51′ 0″ N, 10° 40′ 52″ O) | Siedlung                     | Schutzumfang: Auf die gesamte Siedlungsanlage mit Vorgärten und rückseitigen Gärten mit Fußweg - 1927 in drei Bauabschnitten errichtete Siedlung der „Genossenschaft für Wohnungsbau Lübeck“; langgestreckter Putzbau mit rotem Dach, in leichtem Bogen dem Straßenverlauf folgend - Schutzgrund: geschichtlich, wissenschaftlich, städtebaulich | weitere Fotos \| Fotos hochladen        |
| 3087      | Geniner Straße 80 (53° 51′ 0″ N, 10° 40′ 23″ O)    | Gaswerk                      | Schutzumfang: Auf die gesamte Industrieanlage (Geb. Nr. 32), Maschinenhaus (Geb. Nr. 30) mit Wasserturm und Uhrenhaus (Geb. Nr. 21), für die Kohlenhalle auf das Äußere und konstruktiven Teilen (Geb. Nr. 33) - Gaswerk, erbaut in den Jahren 1893 und 1894 nach Plänen des damaligen Direktors Baumann der Gas- und Elektrizitätswerke; gelegen an der Geniner Straße am Ufer der Trave. - Sachgesamtheit bestehend aus Geniner Straße 80 G 26, Geniner Straße 80 G 27, Geniner Straße 80 G 29, Geniner Straße 80 Fundament Gasometer II, Geniner Straße 80 Kohlenhalle G 33, Geniner Straße 80 Maschinenhaus mit Wasserturm G 30, Geniner Straße 80 Ofenhaus G 32, Geniner Straße 80 Uhrenhaus G 21 - Schutzgrund: geschichtlich, wissenschaftlich, städtebaulich | BW                                      |
| 3897      | Geniner Straße 80 ()                               | Kohlenhalle                  | Aktualisierung vorgesehen - Teil der Sachgesamtheit - Gasanstalt | Direkt Bild zu diesem Denkmal hochladen |
| 3895      | Geniner Straße 80 ()                               | Maschinenhaus mit Wasserturm | Aktualisierung vorgesehen - Teil der Sachgesamtheit - Gasanstalt | Direkt Bild zu diesem Denkmal hochladen |
| 3896      | Geniner Straße 80 ()                               | Ofenhaus                     | Aktualisierung vorgesehen - Teil der Sachgesamtheit - Gasanstalt | Direkt Bild zu diesem Denkmal hochladen |
| 3898      | Geniner Straße 80 ()                               | Uhrenhaus                    | Aktualisierung vorgesehen - Teil der Sachgesamtheit - Gasanstalt | Direkt Bild zu diesem Denkmal hochladen |

## Goethestraße
| Objekt-ID | Lage                                              | Offizielle Bezeichnung                                        | Beschreibung | Bild |
| --------- | ------------------------------------------------- | ------------------------------------------------------------- | --- | ---- |
| 2651      | Goethestraße 1 (53° 51′ 20″ N, 10° 41′ 36″ O)     | Vorstadtvilla                                                 | Schutzumfang: Auf das gesamte Gebäude auf umgebender Freifläche und Einfriedung - Vorstadtvilla von 1893/94; errichtet von Hermann Zahn; freistehender, über Hochkeller zweigeschossiger Rotsteinbau - Schutzgrund: geschichtlich, wissenschaftlich, städtebaulich | BW   |
| 1237      | Goethestraße 3-5 (53° 51′ 20″ N, 10° 41′ 37″ O)   | Villa                                                         | Schutzumfang: Auf das gesamte Gebäude - Freistehende Villa, zweigeschossig, mit Souterrain und ausgebautem Dachgeschoss; 1895 vom Bauunternehmer F. Runau - Schutzgrund: geschichtlich, wissenschaftlich, städtebaulich | BW   |
| 1238      | Goethestraße 6 (53° 51′ 19″ N, 10° 41′ 37″ O)     | Wohngebäude                                                   | Schutzumfang: Auf das gesamte Gebäude sowie auf die Grundstückseinfriedung - Freistehendes Wohngebäude, 1899 von C. Schöss in hervorgehobener Lage an der Kreuzung Goethe-/Lessingstraße errichtet; zweigeschossiger Baukörper auf hohem Sockel, darüber unterschiedlich gestaltete Fassaden - Schutzgrund: geschichtlich, wissenschaftlich, städtebaulich                                                              | BW   |
| 3187      | Goethestraße 8 (53° 51′ 19″ N, 10° 41′ 39″ O)     | Wohnhaus                                                      | Schutzumfang: Auf das gesamte Eckgebäude und die umgebende Freifläche - In Ecklage auf umgebendem Grundstück aus der Zeit um 1900 (1898), erbaut von Architekt und Bauunternehmer Johann Heinrich Jacob Oldenburg (geb. 1859) mit geschossweisen Wohnungen - Schutzgrund: wissenschaftlich, geschichtlich, städtebaulich                                                                                                | BW   |
| 1660      | Goethestraße 9 (53° 51′ 21″ N, 10° 41′ 40″ O)     | Aktualisierung vorgesehen                                     | Aktualisierung vorgesehen | BW   |
| 3179      | Goethestraße 11 (53° 51′ 21″ N, 10° 41′ 41″ O)    | Doppelwohnhaushälfte, 1894 von Bauunternehmer und Zimmermeist | Schutzumfang: Auf das gesamte Gebäude mit seitlicher und rückwärtiger Freifläche bis zur Grundstücksgrenze sowie die in der Kennzeichnung genannten Bestandteile der Einfriedung - Das Gebäude in historistischer Formensprache und qualitätvoll gestalteter Fassade dokumentiert die Bebauung der Vorstadt St.-Jürgen im ausgehenden 19. Jhd. - Schutzgrund: städtebaulich, geschichtlich                              | BW   |
| 1239      | Goethestraße 13-15 (53° 51′ 21″ N, 10° 41′ 42″ O) | Wohnhaus                                                      | Schutzumfang: Auf das gesamte Gebäude sowie auf die das Haus umgebende Freifläche des Grundstücks und die in der Kennzeichnung beschriebene historische Einfriedigung - Villenartiges, freistehendes Wohnhaus mit nahezu quadratischem Grundriss, über erhöhtem Keller, mit zwei Vollgeschossen und einem mansardähnlich ausgebautem Dach; erbaut 1895/96 - Schutzgrund: geschichtlich, wissenschaftlich, städtebaulich | BW   |

## Gutsweg
| Objekt-ID | Lage                                     | Offizielle Bezeichnung | Beschreibung | Bild |
| --------- | ---------------------------------------- | ---------------------- | --- | ---- |
| 2604      | Gutsweg 5 (53° 46′ 51″ N, 10° 37′ 51″ O) | Gutshaus               | Schutzumfang: Auf das gesamte Gutshaus mit Wirtschaftsanbau auf umgebender Freifläche aus Vorfahrt und durch Graben begrenzten seitliche und rückseitige Grünfläche - Gutshaus, 1819 nach Brand in jetziger Form auf älteren baulichen Resten von 1645 errichtet - Schutzgrund: geschichtlich | BW   |

## Hauptstraße
| Objekt-ID     | Lage                                                          | Offizielle Bezeichnung | Beschreibung | Bild                             |
| ------------- | ------------------------------------------------------------- | ---------------------- | --- | -------------------------------- |
| 1509 Wikidata | Hauptstraße 65 a, Klein Grönau (53° 48′ 33″ N, 10° 44′ 52″ O) | Siechenhaus            | Schutzumfang: Auf das gesamte Gebäude insbesondere auf sein äußeres Erscheinungsbild - Langgestreckter eingeschossiger Ziegelbau, errichtet 1479/80 als Armenhaus - Schutzgrund: geschichtlich, wissenschaftlich, städtebaulich | weitere Fotos \| Fotos hochladen |
| 1510          | Hauptstraße 65 b (53° 48′ 34″ N, 10° 44′ 50″ O)               | Gehöft                 | Schutzumfang: Auf das gesamte Gebäude - Gehöft, ehem. zugehörig zum Komplex Kapelle und Siechenhaus - Schutzgrund: geschichtlich, städtebaulich | BW                               |
| 1511          | Hauptstraße 65 e (53° 48′ 33″ N, 10° 44′ 48″ O)               | Scheune                | Schutzumfang: Auf das gesamte Gebäude - Scheune vom ehem. Hof Klein Grönau; Dreiständerscheune mit Kübbungen und reetgedecktem Walmdach - Schutzgrund: geschichtlich, wissenschaftlich, städtebaulich | BW                               |
| 1512          | Hauptstraße 70 c (53° 48′ 32″ N, 10° 44′ 54″ O)               | Fachwerkhaus           | Schutzumfang: Auf das Äußere des Gebäudes - eingeschossige Hausreihe in Fachwerk mit steilem, pfanngedeckten Satteldach, entstand wohl in der 1. Hälfte des 19. Jhd. - Schutzgrund: geschichtlich, städtebaulich | BW                               |
| 1513          | Hauptstraße 70 d (53° 48′ 32″ N, 10° 44′ 55″ O)               | Fachwerkhaus           | Schutzumfang: Auf das Äußere des Gebäudes - eingeschossige Hausreihe in Fachwerk mit steilem pfannengedeckten Satteldach - Schutzgrund: geschichtlich, städtebaulich | BW                               |
| 1514          | Hauptstraße 70 e (53° 48′ 32″ N, 10° 44′ 54″ O)               | Fachwerkhaus           | Schutzumfang: Auf das Äußere des Gebäudes - eingeschossige Hausreihe in Fachwerk mit steilem pfannengedeckten Satteldach - Schutzgrund: geschichtlich, städtebaulich | BW                               |
| 1515          | Hauptstraße 70 f (53° 48′ 33″ N, 10° 44′ 53″ O)               | Kapelle (evangelisch)  | Schutzumfang: Auf das Äußere und Innere des Kirchengebäudes mit seiner Ausstattung, Kirchhofbereich, bewegliche Gegenstände auch Grabsteine, nach 1870 entstanden sind, bleiben außer Betracht, es denn, sie sind zusätzlich als denkmalgeschützt aufgeführt - Kapelle - Schutzgrund: geschichtlich, wissenschaftlich, städtebaulich | weitere Fotos \| Fotos hochladen |

## Herderplatz
| Objekt-ID | Lage                                         | Offizielle Bezeichnung | Beschreibung | Bild |
| --------- | -------------------------------------------- | ---------------------- | --- | ---- |
| 1516      | Herderplatz 5 (53° 51′ 12″ N, 10° 41′ 41″ O) | Vorstadtvilla          | Schutzumfang: Auf das gesamte Gebäude auf umgebender Frei- und Gartenfläche sowie der Zaunanlage zu den Straßen - Vorstadtvilla, 1901 errichtet von Bauunternehmer H. C. Stender, Architekt R. Wilcken; freistehendes zweigeschossiges zum Herderplatz traufständiges Gebäude über Souterrainkeller auf asymmetrischem Grundriss - Schutzgrund: geschichtlich, wissenschaftlich, städtebaulich | BW   |
| 1517      | Herderplatz 6 (53° 51′ 13″ N, 10° 41′ 40″ O) | Geschosswohnhaus       | Schutzumfang: Auf die gesamte Doppelhaushälfte mit umgebender Freifläche - Hausteil einer Reihe aus zwei identischen 1910 vom Bauunternehmer Heinrich Christian Stender (1841–1933) erbauten Geschosswohnhäusern unter einem Dach - Schutzgrund: geschichtlich, wissenschaftlich, städtebaulich                                                                                                | BW   |

## Herderstraße
| Objekt-ID | Lage                                            | Offizielle Bezeichnung    | Beschreibung | Bild            |
| --------- | ----------------------------------------------- | ------------------------- | --- | --------------- |
| 1240      | Herderstraße 1 a (53° 51′ 21″ N, 10° 41′ 45″ O) | Villa                     | Schutzumfang: Auf das gesamte Gebäude - Aufwendig gestaltete zweigeschossige Villa mit ausgebautem Mansarddach, erbaut 1899/1900 an der Ecke zur Ratzeburger Allee - Schutzgrund: geschichtlich, wissenschaftlich, städtebaulich                                                                                      | Fotos hochladen |
| 1518      | Herderstraße 2 (53° 51′ 23″ N, 10° 41′ 43″ O)   | Vorstadtvilla             | Schutzumfang: Auf das gesamte Gebäude mit umgebender Freifläche, Einfriedung und Grotte - Freistehende großbürgerliche Vorstadtvilla in umgebender Grünfläche in Ecklage zur zentralen südlichen Ausfallstraße Ratzeburger Allee und zur Herderstraße - Schutzgrund: geschichtlich, wissenschaftlich, städtebaulich   | BW              |
| 1519      | Herderstraße 4 (53° 51′ 22″ N, 10° 41′ 43″ O)   | Villa                     | Schutzumfang: Auf das gesamte Gebäude mit umgebender Freifläche - Freistehende Villa von 1897 (Architekt Franz Runau) mit Walmdach und 2 sich kreuzenden Zwerchdächern; nach Norden zum Garten eingeschossiger Zwickelbau - Schutzgrund: geschichtlich, wissenschaftlich, städtebaulich                               | Fotos hochladen |
| 1655      | Herderstraße 9 b (53° 51′ 15″ N, 10° 41′ 44″ O) | Vorstadtwohnhaus          | Schutzumfang: Auf das gesamte Gebäude auf dem Gartengrundstück mit straßenseitiger Umfassungsmauer - Kleines Vorstadtwohnhaus von 1937; errichtet durch Schöss & Redelstorff auf einem damals vom Großgrundstück Herderstraße 11 abgeteilten Grundstück - Schutzgrund: geschichtlich, wissenschaftlich, städtebaulich | BW              |
| 1241      | Herderstraße 11 (53° 51′ 15″ N, 10° 41′ 45″ O)  | Villenbau                 | Schutzumfang: Auf das gesamte Gebäude - Aufwendig zweieinhalbgeschossiger Villenbau innerhalb eines größeren Grundstücks, errichtet 1899/1900; reiche plastische Durchgestaltung der Putzfronten mit Halbsäulen und verkröpften Gesimsen - Schutzgrund: geschichtlich, wissenschaftlich, städtebaulich                | Fotos hochladen |
| 1242      | Herderstraße 14 (53° 51′ 16″ N, 10° 41′ 41″ O)  | Vorstadtvilla             | Schutzumfang: Auf das gesamte Gebäude mit umgebendem Garten - Freistehende Vorstadtvilla von 1901 über längsrechteckigem Grundriss; zwei geschossig über Souterrain und geschweifter Ziergiebel über umlaufendem markanten Traufgesims - Schutzgrund: geschichtlich, städtebaulich                                    | BW              |
| 1520      | Herderstraße 16 (53° 51′ 16″ N, 10° 41′ 41″ O)  | Vorstadtvilla             | Schutzumfang: Auf das gesamte Gebäude auf umgebender Freifläche - Freistehende Vorstadtvilla von 1902/03 über längsrechteckigem Grundriss mit schmiedeeisernem Jugendstilgitterzaun und gemauerten Eingangspfosten zur Straße - Schutzgrund: geschichtlich, städtebaulich                                             | BW              |
| 1244      | Herderstraße 18 (53° 51′ 15″ N, 10° 41′ 41″ O)  | Vorstadtvilla             | Schutzumfang: Auf das gesamte Gebäude mit umgebender Frei-/Gartenfläche - Vorstadtvilla von 1901 über längsrechteckigem Grundriss mit geschossübergreifendem zweiachsigen straßenseitigen Anbau mit Erker im EG - Schutzgrund: geschichtlich, wissenschaftlich, städtebaulich                                         | BW              |
| 1665      | Herderstraße 22 (53° 51′ 15″ N, 10° 41′ 41″ O)  | Aktualisierung vorgesehen | Aktualisierung vorgesehen | BW              |

## Hohelandstraße
| Objekt-ID | Lage                                             | Offizielle Bezeichnung | Beschreibung | Bild                                    |
| --------- | ------------------------------------------------ | ---------------------- | --- | --------------------------------------- |
| 3938      | Hohelandstraße ()                                | Mehrfamilienhaus       | Schutzumfang: Der Denkmalschutz erstreckt sich auf das Äußere der Gebäude (Fassaden, Kubatur, Dachform, Materialität) sowie Vorgartenzonen mit entsprechenden Einfriedungen und rückwärtige Freiflächen. - Der südöstliche Straßenzug der Hohelandstraße zwischen Strohkatenstraße und Bei der Wasserkunst ist ein herausragendes Zeugnis der Architektur und Wohnkultur des frühen 20. Jh.s - Begründung: geschichtlich, städtebaulich - Mehrheit von baulichen Anlagen: Hohelandstraße 47 - 73 (ungerade) | Direkt Bild zu diesem Denkmal hochladen |
| 1243      | Hohelandstraße 59 (53° 51′ 24″ N, 10° 41′ 53″ O) | Mehrfamilienhaus       | Schutzumfang: Auf das gesamte Gebäude mit Vor- und Hintergarten - Mehrfamilienhaus von 1910 in Häuserzeile; dreiachsig, dreigeschossig auf Hochkeller; 2 Achsen als Risalit mit hohem Giebel - Schutzgrund: geschichtlich, wissenschaftlich, städtebaulich | BW                                      |
| 4093      | Hohelandstraße 63 (53° 51′ 23″ N, 10° 41′ 53″ O) | Wohnhaus               | Schutzumfang: Auf das gesamte Gebäude sowie die Vorgartenzone und die rückwärtige Grünfläche. - Wohnhaus, 1909/10 nach Plänen von Hahn & Runge für die Terraingesellschaft Strohkaten errichtet. - Schutzgrund: geschichtlich, künstlerisch, städtebaulich | BW                                      |

## Höhlfeld
| Objekt-ID | Lage                                       | Offizielle Bezeichnung | Beschreibung | Bild |
| --------- | ------------------------------------------ | ---------------------- | --- | ---- |
| 1521      | Höhlfeld 84 (53° 47′ 20″ N, 10° 40′ 43″ O) | Schäferkate            | Schutzumfang: Auf das Äußere des Gebäudes einschl. der Dachdeckung - Ehem. Schäferkaten mit Reetdach beim nördlichen Dorfeingang - Schutzgrund: geschichtlich, städtebaulich | BW   |

## Humboldtstraße
| Objekt-ID | Lage                                             | Offizielle Bezeichnung    | Beschreibung              | Bild |
| --------- | ------------------------------------------------ | ------------------------- | ------------------------- | ---- |
| 1667      | Humboldtstraße 10 (53° 51′ 16″ N, 10° 41′ 29″ O) | Aktualisierung vorgesehen | Aktualisierung vorgesehen | BW   |

## Hüxtertorallee
| Objekt-ID | Lage                                             | Offizielle Bezeichnung | Beschreibung | Bild                                    |
| --------- | ------------------------------------------------ | ---------------------- | --- | --------------------------------------- |
| 3201      | Hüxtertorallee 2 ()                              | Ehem. Offizierskasino  | Ehemaliges Offizierskasino, 1906 nach Entwürfen des Bauinspektors Max Meyer entstanden. - Begründung: städtebaulich, geschichtlich - Schutzumfang: Auf das Äußere des Gebäudes. | Direkt Bild zu diesem Denkmal hochladen |
| 1522      | Hüxtertorallee 29 (53° 51′ 47″ N, 10° 41′ 49″ O) | Vorstadtvilla          | Schutzumfang: Auf das gesamte Gebäude mit umgebender Freifläche und Garteneinfassung zur Straße - Vorstadtvilla von 1876 mit Anbauten der 1930er Jahre; zweigeschossiger Kernbau mit polygonalem seitlichen Treppenhausturm nach Süden - Schutzgrund: geschichtlich, wissenschaftlich, städtebaulich  | BW                                      |
| 1523      | Hüxtertorallee 31 (53° 51′ 46″ N, 10° 41′ 48″ O) | Vorstadtvilla          | Schutzumfang: Auf das gesamte Gebäude mit umgebender Freifläche aus Vorgarten und Abstandsflächen zu den Seiten und zum Hof - Vorstadtvilla von 1895 im neobarockem Stil; eingeschossig auf Hochkeller unter hohem ausgebauten Walmdach - Schutzgrund: geschichtlich, wissenschaftlich, städtebaulich | BW                                      |
| 1245      | Hüxtertorallee 51 (53° 51′ 38″ N, 10° 41′ 39″ O) | Sommerhaus             | Schutzumfang: Auf das gesamte Gebäude - Typisches Sommerhaus, Baujahr 1871, konzipiert und gebaut für ganzjährigen Aufenthalt - Schutzgrund: geschichtlich, wissenschaftlich, städtebaulich | BW                                      |

## Kahlhorststraße
| Objekt-ID | Lage                                                | Offizielle Bezeichnung | Beschreibung | Bild |
| --------- | --------------------------------------------------- | ---------------------- | --- | ---- |
| 1311      | Kahlhorststraße 31 (53° 51′ 0″ N, 10° 41′ 32″ O)    | Stahlbetonskelettbau   | Schutzumfang: 1311 Stahlbetonskelettbau Auf das gesamte Gebäude - zweigeschossiger, traufenständiger Stahlbetonskelettbau mit Ziegelfassaden und Walmdach; errichtet 1936–38 als Krankenhausgebäude - Schutzgrund: geschichtlich, wissenschaftlich, städtebaulich                                                                                 | BW   |
| 1525      | Kahlhorststraße 31-35 (53° 51′ 0″ N, 10° 41′ 30″ O) | Klinkerbau             | Schutzumfang: Auf das gesamte freistehende Gebäude ohne Erweiterungsbau der 1970er Jahre - Gerichtsmedizinisches Institut von 1927, eingeschossiger Klinkerbau über hohem Kellergeschoss unter Satteldach - Schutzgrund: geschichtlich, wissenschaftlich, städtebaulich                                                                           | BW   |
| 2618      | Kahlhorststraße 35 (53° 51′ 0″ N, 10° 41′ 27″ O)    | Gebäude                | Schutzumfang: Auf das gesamte Gebäude ohne die Anbauten des 21. Jhd. - Gebäude der 1920er Jahre unter Walmdach mit großen Gauben an den Schmalseiten - Schutzgrund: geschichtlich, städtebaulich | BW   |
| 1526      | Kahlhorststraße 35 a (53° 51′ 0″ N, 10° 41′ 26″ O)  | Bauernhaus             | Schutzumfang: Auf das gesamte Gebäude bestehend aus Haupthaus (A) und angefügtem Stallgebäude (B), sowie separat stehendes zugehöriges Werkstattgebäude - Ehem. Bauernhaus (sogenannter Kahlhorst-Hof) mit rechtwinklig rückseitig angefügtem Stallgebäude (C) - Schutzgrund: geschichtlich, wissenschaftlich, städtebaulich                      | BW   |
| 1247      | Kahlhorststraße 41 (53° 51′ 1″ N, 10° 41′ 18″ O)    | Kahlhorst-Schule       | Schutzumfang: Auf den Gebäudekomplex des Schulgebäudes und auf die in der Süd-West-Ecke des Schulhofes befindliche kleine Turnhalle (Gymnastikhalle) - Schulgebäude entstanden in zwei Bauphasen; ältester Gebäudeteil von 1906 – Entwurf Baudirektor Baltzer; Erweiterung von 1912 - Schutzgrund: geschichtlich, wissenschaftlich, städtebaulich | BW   |

## Kalandstraße
| Objekt-ID | Lage                                          | Offizielle Bezeichnung | Beschreibung | Bild |
| --------- | --------------------------------------------- | ---------------------- | --- | ---- |
| 1527      | Kalandstraße 8 (53° 51′ 41″ N, 10° 41′ 50″ O) | Schulgebäude           | Schutzumfang: Auf das gesamte Schulgebäudeensemble aus Schulhaus und Turnhalle sowie den Schulhof - dreigeschossiges Schulgebäude in Backsteinbauweise über 12 Achsen mit traufständigem Mittelteil und giebelständigen Eckrisaliten - Schutzgrund: geschichtlich, wissenschaftlich, städtebaulich | BW   |

## Karkfeld
| Objekt-ID | Lage                                                 | Offizielle Bezeichnung | Beschreibung | Bild |
| --------- | ---------------------------------------------------- | ---------------------- | --- | ---- |
| 1528      | Karkfeld 4; Wulfsdorf (53° 48′ 32″ N, 10° 40′ 57″ O) | Forsthaus              | Schutzumfang: Auf das gesamte Gebäude - Ehem. Forsthaus, erbaut 1815 - Schutzgrund: geschichtlich, wissenschaftlich | BW   |

## Körnerstraße
| Objekt-ID | Lage                                           | Offizielle Bezeichnung | Beschreibung | Bild |
| --------- | ---------------------------------------------- | ---------------------- | --- | ---- |
| 1248      | Körnerstraße 2 (53° 51′ 14″ N, 10° 41′ 24″ O)  | Vorstadtvilla          | Schutzumfang: Auf das gesamte Gebäude mit umgebender Freifläche und Gartenzaun zur Straße - Freistehende, zweigeschossige Vorstadtvilla mit Hochkeller; erbaut 1894/95 durch C. Schöss als 1. Haus in der neu angelegten Körnerstraße - Schutzgrund: geschichtlich, wissenschaftlich, städtebaulich                                                                                 | BW   |
| 1529      | Körnerstraße 3 (53° 51′ 13″ N, 10° 41′ 25″ O)  | Doppelhaushälfte       | Schutzumfang: Auf die gesamte Doppelhaushälfte auf umgebendem Grundstück - Doppelhaushälfte von 1896 auf Freifläche, errichtet vom Lübecker Bauunternehmer und Maurer J.J. Kahns - Schutzgrund: geschichtlich, wissenschaftlich, städtebaulich | BW   |
| 1530      | Körnerstraße 15 (53° 51′ 10″ N, 10° 41′ 25″ O) | Wohnhaus               | Schutzumfang: Auf das gesamte Gebäude auf umgebendem Gartengrundstück - 1896/97 errichtetes freistehendes, zweigeschossiges Wohnhaus mit Hochkeller unter flachem Mansarddach mit Gauben - Schutzgrund: geschichtlich, wissenschaftlich | BW   |
| 2633      | Körnerstraße 16 (53° 51′ 10″ N, 10° 41′ 23″ O) | Wohnhaus               | Schutzumfang: Gesamtes Gebäude auf umgebendem Gartengrundstück - 1896 durch Architekt und Bauunternehmer C. H. Wilhelm Schöss errichtetes freistehendes, zweigeschossiges Wohnhaus mit Hochkeller unter flachem Mansarddach mit Gauben - Schutzgrund: geschichtlich, wissenschaftlich, städtebaulich                                                                                | BW   |
| 1249      | Körnerstraße 18 (53° 51′ 9″ N, 10° 41′ 23″ O)  | Wohnhaus               | Schutzumfang: Auf das gesamte Gebäude und historische Einfriedung - Freistehendes, zweigeschossiges Wohnhaus mit Hochkeller; in Ecksituation zur Overbeckstraße erbaut 1896 durch den Bauunternehmer Benthien - Schutzgrund: geschichtlich, wissenschaftlich, städtebaulich | BW   |
| 1250      | Körnerstraße 20 (53° 51′ 8″ N, 10° 41′ 23″ O)  | Doppelhaushälfte       | Schutzumfang: Auf das gesamte Gebäude (ohne Hausteil in der Overbeckstraße) mit umgebender Vorgartenfläche - 1900 vom Architekten Friedrich August Gustav Carl Hahn (1860-1911) erbaute, zweigeschossige villenartige Doppelhaushälfte auf Souterraingeschoss mit abgewalmtem Satteldach mit glasierter Ziegeldeckung - Schutzgrund: geschichtlich, wissenschaftlich, städtebaulich | BW   |
| 1251      | Körnerstraße 23 (53° 51′ 7″ N, 10° 41′ 25″ O)  | Einfamilienhaus        | Schutzumfang: Auf das gesamte Gebäude - zweigeschossiges Einfamilienhaus, 1903/04 von dem Architekten Karl Hahn in den Formen des Jugendstils erbaut - Schutzgrund: geschichtlich, wissenschaftlich, städtebaulich | BW   |
| 1531      | Körnerstraße 26 (53° 51′ 7″ N, 10° 41′ 23″ O)  | Wohnhaus               | Schutzumfang: Auf das gesamte Gebäude mit zugehörigem Grundstück - 1897 (Inschrift)/1898 nach Entwurf von Bauunternehmer Hans Joachim Heinrich Lühr, Bauunternehmer Lübeck, errichtetes freistehendes zwei geschossiges Wohnhaus auf hohem steinsichtigen Souterraingeschoss - Schutzgrund: geschichtlich, wissenschaftlich, städtebaulich                                          | BW   |

## Krog
| Objekt-ID | Lage                                   | Offizielle Bezeichnung | Beschreibung | Bild |
| --------- | -------------------------------------- | ---------------------- | --- | ---- |
| 1532      | Krog 30 (53° 48′ 33″ N, 10° 40′ 57″ O) | Schule Wulfsdorf       | Schutzumfang: Auf den gesamten Gebäudekomplex, bestehend aus dem Schulhaus und dem dazugehörigen Toilettengebäude - Schulgebäude/Grundschule Wulfsdorf; freistehendes, t-förmiges, ein geschossiges Backsteingebäude mit Satteldach - Teil der Mehrheit von baulichen Anlagen - Blasfeld - Schutzgrund: geschichtlich, wissenschaftlich | BW   |

## Kronsforder Allee
| Objekt-ID | Lage                                                   | Offizielle Bezeichnung    | Beschreibung | Bild                                    |
| --------- | ------------------------------------------------------ | ------------------------- | --- | --------------------------------------- |
| 1677      | Kronsforder Allee 1 a (53° 51′ 28″ N, 10° 41′ 29″ O)   | Aktualisierung vorgesehen | Schutzumfang: Aktualisierung vorgesehen | BW                                      |
| 1252      | Kronsforder Allee 2-6 (53° 51′ 23″ N, 10° 41′ 20″ O)   | Hochhaus                  | Schutzumfang: Auf das gesamte Gebäude für Haus „Trave“ mit Verbindungstrakt und „Altbau“ - „Haus Trave (Hochhaus) mit Verbindungstrakt“; freistehend, parallel zum östlichen Kanalufer; Altbau der LVA SH; ehem. freistehendes, unterkellertes, drei geschossiges, verputztes Verwaltungsgebäude; errichtet 189drei96 - Schutzgrund: geschichtlich, wissenschaftlich, städtebaulich | BW                                      |
| 2600      | Kronsforder Allee 5 a (53° 51′ 26″ N, 10° 41′ 27″ O)   | Vorstadtvilla             | Schutzumfang: Auf das gesamte Gebäude auf umgebender gärtnerisch gestalteter Freifläche - Vorstadtvilla in Ecklage zur Pleskowstraße; erbaut 1883 durch den Architekten und Bauunternehmer P.A. Vermehren - Schutzgrund: geschichtlich, städtebaulich | BW                                      |
| 1533      | Kronsforder Allee 11-13 (53° 51′ 23″ N, 10° 41′ 25″ O) | Gebäude                   | Schutzumfang: Auf den gesamten Baukomplex aus zwei Gründerzeitvillen auf umgebendem Grundstück einschl. der Umbauten von 1987 - zwei weitgehend gleiche jeweils dreigeschossige, fünfachsige, im EG durch jüngeren Zwischenbau miteinander verbundene verputzte Gebäude auf Souterraingeschossen unter unterschiedlich gestalteten abgewalmten Flachdächern - Schutzgrund: geschichtlich, wissenschaftlich, städtebaulich | BW                                      |
| 1676      | Kronsforder Allee 17 ()                                | Aktualisierung vorgesehen | Schutzumfang: Aktualisierung vorgesehen | Direkt Bild zu diesem Denkmal hochladen |
| 3231      | Kronsforder Allee 201 (53° 49′ 22″ N, 10° 38′ 59″ O)   | Obstgut Semiramis         | Schutzumfang: Der Denkmalschutz erstreckt sich auf die städtebaulich wirksame Bausubstanz der Gebäude (Materialität, Fassaden, Kubatur, Dachform) sowie die Hoffläche und die angrenzende Freifläche - Das „Obstgut Semiramis“ in St. Jürgen ist ein herausragendes Dokument der Obst- und Gartenbautradition im Lübecker Stadtgebiet - Sachgesamtheit bestehend aus Kronsforder Landstraße 201 Gebäude A, Kronsforder Landstraße 201 Gebäude B, Kronsforder Landstraße 201 Gebäude C, Kronsforder Landstraße 201 Gebäude D und Kronsforder Landstraße 201 Gebäude G - Schutzgrund: geschichtlich, wissenschaftlich, Kulturlandschaft prägend | BW                                      |

## Kronsforder Hauptstraße
| Objekt-ID | Lage                                                     | Offizielle Bezeichnung | Beschreibung | Bild |
| --------- | -------------------------------------------------------- | ---------------------- | --- | ---- |
| 1534      | Kronsforder Hauptstraße 80 (53° 47′ 25″ N, 10° 37′ 8″ O) | Forsthaus              | Schutzumfang: Auf das gesamte Gebäudeensemble aus Wohn- und Wirtschaftsgebäude „Forsthaus“ und übereck freistehendem Nebengebäude auf umgebender Freifläche - Forsthaus von 1878 mit Anbau an der westlichen Traufseite und freistehendes Nebengebäude; am Kannenbruch - Schutzgrund: geschichtlich, wissenschaftlich, städtebaulich | BW   |

## Krummesser Landstraße
| Objekt-ID | Lage                                                   | Offizielle Bezeichnung | Beschreibung | Bild |
| --------- | ------------------------------------------------------ | ---------------------- | --- | ---- |
| 1678      | Krummesser Landstraße 7 (53° 48′ 25″ N, 10° 38′ 10″ O) | Schule Niederbüssau    | Schutzumfang: Auf den gesamten Ursprungsbau von 1887/88 mitsamt der Aufstockung des Seitenrisalits an der Ostseite von 1910/11 und die südliche Erweiterung von 1933 sowie das Aborthäuschen, den Stall und den umgebenden Schulhof - Schule, vom städtischen Hochbauamt unter Baudirektor Hans Pieper, bearbeitet von Bauinspektor Max Meyer, nach Plänen von Baudirektor Emil Martiny ab 1887/88 errichtet - Schutzgrund: geschichtlich, wissenschaftlich | BW   |

## Lessingstraße
| Objekt-ID | Lage                                            | Offizielle Bezeichnung    | Beschreibung | Bild |
| --------- | ----------------------------------------------- | ------------------------- | --- | ---- |
| 1680      | Lessingstraße 5 (53° 51′ 22″ N, 10° 41′ 40″ O)  | Doppelhaushälfte          | Schutzumfang: Auf die gesamte Doppelhaushälfte mit umgebender Freifläche und Gartenzaun zur Straße - Doppelhaushälfte mit Lessingstraße 3 mit Vor- und rückseitigen Gärten - Schutzgrund: wissenschaftlich, städtebaulich, geschichtlich                          | BW   |
| 1682      | Lessingstraße 6 (53° 51′ 23″ N, 10° 41′ 38″ O)  | Aktualisierung vorgesehen | Aktualisierung vorgesehen | BW   |
| 1535      | Lessingstraße 16 (53° 51′ 18″ N, 10° 41′ 37″ O) | Vorstadtvilla             | Schutzumfang: Auf das gesamte Gebäude auf umgebendem Grundstück - Vorstadtvilla von 1898 (Bauunternehmer H.H. Hopp) in prägender Überformung von 1960 (Architekten Dannien und Fendrich) - Schutzgrund: geschichtlich, wissenschaftlich, städtebaulich            | BW   |
| 1681      | Lessingstraße 18 (53° 51′ 17″ N, 10° 41′ 36″ O) | Vorstadtvilla             | Schutzumfang: Auf das gesamte Gebäude auf umgebendem Gartengrundstück - Vorstadtvilla von 1898 - Schutzgrund: geschichtlich, städtebaulich | BW   |
| 1536      | Lessingstraße 20 (53° 51′ 16″ N, 10° 41′ 36″ O) | Vorstadtvilla             | Schutzumfang: Auf das gesamte Gebäude auf umgebendem Gartengrundstück - Vorstadtvilla, freistehend auf umgebendem Gartengrundstück; 1898 durch Bauunternehmer H. Möller errichtet - Schutzgrund: geschichtlich, wissenschaftlich, städtebaulich                   | BW   |
| 1537      | Lessingstraße 21 (53° 51′ 16″ N, 10° 41′ 38″ O) | Wohnhaus                  | Schutzumfang: Auf das gesamte Gebäude mit umgebender Gartenanlage - 1902/03 von Blunck und Sohn errichtete freistehende Villa, zweigeschossig auf hohem Kellergeschoss unter ausgebautem Satteldach - Schutzgrund: geschichtlich, wissenschaftlich, städtebaulich | BW   |
| 1461      | Lessingstraße 22 (53° 51′ 16″ N, 10° 41′ 36″ O) | Vorstadtvilla             | Schutzumfang: Auf das gesamte Gebäude mit umgebender Freifläche (Garten) - Vorstadtvilla von 1904 von den Architekten Bräck und Störmer, dreigeschossig über Souterraingeschoss unter Walmdach - Schutzgrund: geschichtlich, wissenschaftlich, städtebaulich      | BW   |

## Moltkestraße
| Objekt-ID | Lage                                              | Offizielle Bezeichnung | Beschreibung | Bild                             |
| --------- | ------------------------------------------------- | ---------------------- | --- | -------------------------------- |
| 3236      | Moltkestraße (53° 51′ 47″ N, 10° 42′ 0″ O)        | Moltkestraße           | Schutzumfang: Auf die städtebaulich wirksame Bausubstanz der Gebäude und des Straßenraums (Fassaden, Kubatur, Dachform, Materialität, Vorgartenzonen mit entsprechenden Einfriedungen und rückwärtige Freiflächen, Aufteilung des Straßenraums mit Fußgängerweg, alleenartiger Bepflanzung und Fahrbahn). - Die Moltkestraße in St. Jürgen mit der überlieferten Erstbebauung ist im Lübecker Stadtgebiet ein herausragendes Zeugnis der Stadterweiterung und Architektur um 1900 - Mehrheit von baulichen Anlagen bestehend aus Moltkestraße 1 a, Moltkestraße 2, Moltkestraße 2 a, Moltkestraße 3, Moltkestraße 4, Moltkestraße 5, Moltkestraße 6, Moltkestraße 7, Moltkestraße 8, Moltkestraße 9, Moltkestraße 10, Moltkestraße 11, Moltkestraße 12, Moltkestraße 13, Moltkestraße 13 a, Moltkestraße 14, Moltkestraße 15, Moltkestraße 15 a, Moltkestraße 16, Moltkestraße 17, Moltkestraße 18, Moltkestraße 19, Moltkestraße 20, Moltkestraße 21, Moltkestraße 22, Moltkestraße 23, Moltkestraße 24, Moltkestraße 25, Moltkestraße 26, Moltkestraße 27, Moltkestraße 28, 30, Moltkestraße 29, Moltkestraße 31, Moltkestraße 32, Moltkestraße 33, Moltkestraße 34, Moltkestraße 35, Moltkestraße 36, Moltkestraße 37, Moltkestraße 38, Moltkestraße 40 und Moltkestraße 42 - Schutzgrund: geschichtlich, künstlerisch, städtebaulich | weitere Fotos \| Fotos hochladen |
| 1538      | Moltkestraße 2 (53° 51′ 46″ N, 10° 41′ 54″ O)     | Reihenmietshaus        | Schutzumfang: Auf das gesamte Gebäude - Reihenmiethaus mit Souterrain, dreigeschossig; erbaut 1896 im historischen Stil von Bauunternehmer A. Schreiter - Teil der Mehrheit von baulichen Anlagen - Moltkestraße - Schutzgrund: geschichtlich, wissenschaftlich, städtebaulich | BW                               |
| 1539      | Moltkestraße 11 (53° 51′ 48″ N, 10° 41′ 57″ O)    | Wohnhaus               | Schutzumfang: Auf das gesamte Gebäude mit Vorgarten und straßenseitiger Zaunanlage - 1896 vom Bauunternehmer A. Schreiter erbaut, der weitere Häuser in der Molkestraße errichtet hat - Teil der Mehrheit von baulichen Anlagen - Moltkestraße - Schutzgrund: geschichtlich, wissenschaftlich, städtebaulich | BW                               |
| 1540      | Moltkestraße 15 (53° 51′ 48″ N, 10° 42′ 0″ O)     | Doppelhaushälfte       | Schutzumfang: Auf das gesamte Gebäude auf umgebender Grundstücksfläche mit Einfriedung - Doppelhaushälfte von 1894 in markanter Ecklage Moltkestraße/Zietenstraße; über einem Hochkeller errichtetes zweigeschossiges Gebäude unter Walmdach - Teil der Mehrheit von baulichen Anlagen - Moltkestraße - Schutzgrund: geschichtlich, wissenschaftlich, städtebaulich | BW                               |
| 1710      | Moltkestraße 15 a (53° 51′ 48″ N, 10° 42′ 1″ O)   | Mittelhaus             | Schutzumfang: Auf das gesamte Gebäude mit vor- und rückseitigem Garten mit straßenseitiger Einfriedung - Mittelhaus einer 1894/5 von J. Oldenburg errichteten Häuserzeile mit Vor- und rückseitigen Gärten - Teil der Mehrheit von baulichen Anlagen - Moltkestraße - Schutzgrund: städtebaulich, geschichtlich | BW                               |
| 1541      | Moltkestraße 28, 30 (53° 51′ 46″ N, 10° 42′ 3″ O) | Doppelmietshaus        | Schutzumfang: Auf das gesamte Gebäude mit Straßenvorplatz und rückwärtiger Grundstücksfläche - dreigeschossiges Doppelmietshaus, errichtet 1900 durch den Bauunternehmer A. Schreiter - Teil der Mehrheit von baulichen Anlagen - Moltkestraße - Schutzgrund: geschichtlich, wissenschaftlich, städtebaulich | BW                               |
| 2638      | Moltkestraße 32 (53° 51′ 46″ N, 10° 42′ 4″ O)     | Geschosswohnungsbau    | Schutzumfang: Gesamtes Gebäude mit Vor- und Hintergarten - Geschosswohnungsbau in einer Reihe ähnlicher Gebäude aus der Zeit um 1900 - Teil der Mehrheit von baulichen Anlagen - Moltkestraße - Schutzgrund: städtebaulich, geschichtlich, wissenschaftlich | BW                               |
| 2634      | Moltkestraße 38 (53° 51′ 46″ N, 10° 42′ 6″ O)     | Geschosswohnungsbau    | Schutzumfang: Gesamtes Gebäude mit Vor- und Hintergarten - Geschosswohnungsbau als Teil einer Blockrandbebauung aus der Zeit um 1900 - Teil der Mehrheit von baulichen Anlagen - Moltkestraße - Schutzgrund: städtebaulich, geschichtlich, wissenschaftlich | BW                               |

## Mönkhofer Weg
| Objekt-ID     | Lage                                             | Offizielle Bezeichnung                 | Beschreibung | Bild                             |
| ------------- | ------------------------------------------------ | -------------------------------------- | --- | -------------------------------- |
| 1253 Wikidata | Mönkhofer Weg 95 (53° 50′ 49″ N, 10° 41′ 58″ O)  | Klosterhofschule                       | Schutzumfang: Auf das gesamte Gebäude - Erbaut 1931 nach Entwurf von Baudirektor Hans Pieper; einer der 1. modernen Volksschulbauten in Lübeck - Schutzgrund: geschichtlich, wissenschaftlich, städtebaulich | weitere Fotos \| Fotos hochladen |
| 1319          | Mönkhofer Weg 95 (53° 49′ 39″ N, 10° 41′ 53″ O)  | Gut Mönkhof                            | Schutzumfang: Auf das gesamte Gutsareal - Gebäude Nr. 1-5 sind als Einzeldenkmale in die Denkmalliste HL eingetragen; Nr. 6, 8 und 9 sind erhaltenswerte Teile innerhalb der Sachgesamtheit; Scheune Nr. 7 ist 2015 vollständig abgebrannt - Sachgesamtheit bestehend aus Mönkhofer Weg 265 Zufahrtsbrücke, Mönkhofer Weg 265 G 1, Mönkhofer Weg 265 G 2, Mönkhofer Weg 265 G 3, Mönkhofer Weg 265 G 4, Mönkhofer Weg 265 G 5, Mönkhofer Weg 265 G 6, Mönkhofer Weg 265 G 8 und Mönkhofer Weg 265 G 9 - Schutzgrund: geschichtlich, Kulturlandschaft prägend | BW                               |
| 1321          | Mönkhofer Weg 265 (53° 49′ 40″ N, 10° 41′ 55″ O) | Gut Mönkhof - Stall- oder Nebengebäude | Schutzumfang: Auf das gesamte Gebäude - Kleines Fachwerk-, bzw. Backsteingebäude mit pfannengedecktem Satteldach (Stall) nahe einem Teich; 2. Hälfte 19. Jhd. - Teil der Sachgesamtheit - Gut Mönkhof - Schutzgrund: geschichtlich, Kulturlandschaft prägend | BW                               |
| 1320          | Mönkhofer Weg 265 (53° 49′ 40″ N, 10° 41′ 52″ O) | Gut Mönkhof - Pächterwohnhaus          | Schutzumfang: Auf das gesamte Gebäude mit umgebendem Gutsgelände - zweigeschossiges, langgestrecktes Wohn-/Wirtschaftsgebäude des 18. Jhd. - Teil der Sachgesamtheit - Gut Mönkhof - Schutzgrund: geschichtlich, Kulturlandschaft prägend | BW                               |
| 1322          | Mönkhofer Weg 265 (53° 49′ 39″ N, 10° 41′ 56″ O) | Gut Mönkhof - Stall- oder Nebengebäude | Schutzumfang: Auf das gesamte Gebäude - Kleines Fachwerk-, bzw. Backsteingebäude mit pfannengedecktem Satteldach (Stall) nahe einem Teich; 2. Hälfte 19. Jhd. - Teil der Sachgesamtheit - Gut Mönkhof - Schutzgrund: geschichtlich, Kulturlandschaft prägend | BW                               |
| 1324          | Mönkhofer Weg 265 (53° 49′ 38″ N, 10° 41′ 56″ O) | Gut Mönkhof - Ehem. Pferdestall        | Schutzumfang: Auf das gesamte Gebäude mit umgebendem Gutsgelände - eingeschossiges Backsteingebäude mit reetgedecktem Krüppelwalmdach - Teil der Sachgesamtheit - Gut Mönkhof - Schutzgrund: geschichtlich, Kulturlandschaft prägend | BW                               |
| 1323          | Mönkhofer Weg 265 (53° 49′ 37″ N, 10° 41′ 53″ O) | Gut Mönkhof - Kuhstall                 | Schutzumfang: Aus das gesamte Gebäude mit umgebendem Gutsgelände - Breitgelagertes, zweigeschossiges Stallgebäude mit flachgeneigtem Pappdach - Teil der Sachgesamtheit - Gut Mönkhof - Schutzgrund: geschichtlich, Kulturlandschaft prägend | BW                               |

## Mühlentorplatz
| Objekt-ID | Lage                                            | Offizielle Bezeichnung | Beschreibung | Bild                             |
| --------- | ----------------------------------------------- | ---------------------- | --- | -------------------------------- |
| 1542      | Mühlentorplatz 2 (53° 51′ 29″ N, 10° 41′ 27″ O) | Bunker                 | Schutzumfang: Auf den gesamten Bunker - Bunker, entfestigt, von 1941 in Nachahmung eines der verlorenen Mühlentortürme der Renaissance nach einem Entwurf von Alfred Redelsdorff - Schutzgrund: geschichtlich, wissenschaftlich, städtebaulich | weitere Fotos \| Fotos hochladen |

## Neptunstraße
| Objekt-ID | Lage                                          | Offizielle Bezeichnung    | Beschreibung              | Bild |
| --------- | --------------------------------------------- | ------------------------- | ------------------------- | ---- |
| 2661      | Neptunstraße 7 (53° 49′ 51″ N, 10° 42′ 55″ O) | Aktualisierung vorgesehen | Aktualisierung vorgesehen | BW   |

## Overbeckstraße
| Objekt-ID | Lage                                             | Offizielle Bezeichnung | Beschreibung | Bild |
| --------- | ------------------------------------------------ | ---------------------- | --- | ---- |
| 1254      | Overbeckstraße 4-6 (53° 51′ 8″ N, 10° 41′ 22″ O) | Doppelhaus             | Schutzumfang: Auf das Äußere des Gebäudes (Hausteil in der Overbeckstraße) mit umgebender Vorgartenfläche - 1900 vom Architekten Friedrich August Gustav Carl Hahn (1860-1911) erbautes, zweigeschossiges villenartiges Doppelhaus auf Souterraingeschoss in Ecklage - Schutzgrund: geschichtlich, wissenschaftlich, städtebaulich | BW   |
| 4017      | Overbeckstraße 18 (53° 51′ 8″ N, 10° 41′ 37″ O)  | Wohnhaus               | Schutzumfang: Auf das gesamte Gebäude mit Vorgartenzone und rückwärtiger Grünfläche - Wohnhaus, nach Plänen von Schöss & Redelstorff für den Kaufmann Th. Haase errichtet - Schutzgrund: geschichtlich, künstlerisch, städtebaulich                                                                                                | BW   |

## Peter-Monnik-Weg
| Objekt-ID     | Lage                                              | Offizielle Bezeichnung | Beschreibung | Bild            |
| ------------- | ------------------------------------------------- | ---------------------- | --- | --------------- |
| 1543 Wikidata | Peter-Monnik-Weg 9 (53° 49′ 58″ N, 10° 42′ 41″ O) | Gutshaus               | Schutzumfang: Auf das gesamte Gebäude - Ehem. Gutshaus des Hofes Strecknitz; eingeschossiger Ziegelbau mit Krüppelwalmdach - Schutzgrund: geschichtlich, wissenschaftlich, städtebaulich | Fotos hochladen |

## Pleskowstraße
| Objekt-ID | Lage                                              | Offizielle Bezeichnung | Beschreibung | Bild            |
| --------- | ------------------------------------------------- | ---------------------- | --- | --------------- |
| 1544      | Pleskowstraße 1-1a (53° 51′ 25″ N, 10° 41′ 28″ O) | Kunstgärtnerhaus       | Schutzumfang: Auf das Äußere des Gebäudes sowie erhaltenswerte Teile im Inneren - Ehem. Kunstgärtnerhaus, erbaut 1850 von dem Gärtnermeister Ludwig von Brocken - Schutzgrund: geschichtlich, wissenschaftlich, städtebaulich                | Fotos hochladen |
| 1546      | Pleskowstraße 8 (53° 51′ 24″ N, 10° 41′ 29″ O)    | Wohnhaus               | Schutzumfang: Auf das gesamte Gebäude - 1882 errichtetes zweigeschossiges Wohnhaus an der Ecke zur Gartenstraße - Schutzgrund: geschichtlich, künstlerisch, städtebaulich                                                                    | Fotos hochladen |
| 1547      | Pleskowstraße 10 (53° 51′ 23″ N, 10° 41′ 30″ O)   | Vorstadtvilla          | Schutzumfang: Auf das gesamte Gebäude mit umgebendem Grundstück - Vorstadtvilla von 1882/83 auf umgebendem Gartengrundstück mit bauzeitlichem schmiedeeisernen Zaun zur Straße - Schutzgrund: geschichtlich, wissenschaftlich, städtebaulich | BW              |

## Plönniesstraße
| Objekt-ID | Lage                                          | Offizielle Bezeichnung    | Beschreibung | Bild |
| --------- | --------------------------------------------- | ------------------------- | --- | ---- |
| 1548      | Plönniesstraße 2 (53° 51′ 3″ N, 10° 41′ 2″ O) | Stadtvilla                | Schutzumfang: Auf das gesamte Gebäude von 1922 mit umgebender Freifläche - Stadtvilla von 1923 vom Architekten Julius Schöss (Büro Schöss & Redelstorff) - Schutzgrund: geschichtlich, wissenschaftlich, städtebaulich, künstlerisch | BW   |
| 3919      | Plönniesstraße 4 (53° 51′ 3″ N, 10° 41′ 3″ O) | Wohnhaus                  | Schutzumfang: Auf das gesamte Gebäude und die umgebende Freifläche sowie das gesamte Gartenhäuschen. - Wohnhaus, 1920 nach Plänen von Schöss und Redelstorff errichtet. - Schutzgrund: geschichtlich                                 | BW   |
| 1718      | Plönniesstraße 6 (53° 51′ 2″ N, 10° 41′ 3″ O) | Aktualisierung vorgesehen | Aktualisierung vorgesehen | BW   |

## Ratzeburger Allee
| Objekt-ID     | Lage                                                         | Offizielle Bezeichnung           | Beschreibung | Bild                             |
| ------------- | ------------------------------------------------------------ | -------------------------------- | --- | -------------------------------- |
| 1737          | Ratzeburger Allee 4 (53° 51′ 28″ N, 10° 41′ 34″ O)           | Aktualisierung vorgesehen        | Aktualisierung vorgesehen | Fotos hochladen                  |
| 1549          | Ratzeburger Allee 6 (53° 51′ 27″ N, 10° 41′ 35″ O)           | Wohngebäude                      | Schutzumfang: Auf das gesamte Gebäude - Großes zweigeschossiges Wohngebäude aus dem beginnenden 20. Jhd. - Schutzgrund: geschichtlich, wissenschaftlich, städtebaulich | Fotos hochladen                  |
| 1550          | Ratzeburger Allee 6a, 6b (53° 51′ 27″ N, 10° 41′ 37″ O)      | Einfamilienhaus                  | Schutzumfang: Auf das gesamte Gebäude mit umgebender Freifläche, bestehend aus Haupthaus von 1938/39, südlichem Anbau von 1958 und nördlichem Anbau von 1967/68 - Einfamilienhaus, erbaut 1938/39 von Fritz Höger in schlichter Formgebung - Schutzgrund: geschichtlich, wissenschaftlich, städtebaulich | Fotos hochladen                  |
| 1551 Wikidata | Ratzeburger Allee 16 (53° 51′ 18″ N, 10° 41′ 49″ O)          | Sommerhaus                       | Schutzumfang: Auf das gesamte Gebäude einschl. erhaltener Innenausstattung - Lindesche Villa; Klassizistisches Sommerhaus, 1804 von Joh. Chr. Lillie erbaut - Schutzgrund: geschichtlich, wissenschaftlich, künstlerisch, städtebaulich | weitere Fotos \| Fotos hochladen |
| 1524 Wikidata | Ratzeburger Allee 21 (53° 51′ 11″ N, 10° 42′ 3″ O)           | St.-Jürgen-Kapelle (evangelisch) | Schutzumfang: Auf das Äußere und Innere des Kirchengebäudes mit seiner Ausstattung sowie auf Kirchhofsbereich. Bewegliche Gegenstände - auch Grabsteine - die nach 1870 entstanden sind, bleiben außer Betracht - Kirche - Schutzgrund: geschichtlich, wissenschaftlich, künstlerisch, städtebaulich | weitere Fotos \| Fotos hochladen |
| 1552          | Ratzeburger Allee 23 (53° 51′ 11″ N, 10° 42′ 7″ O)           | Leichenhalle auf dem Friedhof    | Schutzumfang: Auf das Äußere des Gebäudes sowie erhaltenswerte Teile im Inneren - Kleines verputztes Backsteinhaus mit Stufengiebel an den Schmalseiten - Schutzgrund: geschichtlich, wissenschaftlich, städtebaulich | Fotos hochladen                  |
| 1553 Wikidata | Ratzeburger Allee 23 (53° 51′ 10″ N, 10° 42′ 5″ O)           | Ehem. St.-Jürgen-Schule          | Schutzumfang: Auf das Äußere des Gebäudes sowie erhaltenswerte Teile im Inneren - Ehem. St.-Jürgen-Schule, erbaut 1834 bei der Erweiterung des Hospitals an der Südseite des Grundstücks - Schutzgrund: geschichtlich, wissenschaftlich, städtebaulich | weitere Fotos \| Fotos hochladen |
| 1554 Wikidata | Ratzeburger Allee 34 (53° 51′ 7″ N, 10° 42′ 5″ O)            | Wohnhaus                         | Schutzumfang: Auf das gesamte Gebäude - Haus Hölzerne Klinke; Freistehendes, zweigeschossiges Wohnhaus von 1794 (datiert durch Angaben in zwei Sandstein-Sockelsteinen); Backsteingebäude mit hohem, ziegelgedeckten Walmdach - Schutzgrund: geschichtlich, wissenschaftlich, städtebaulich | weitere Fotos \| Fotos hochladen |
| 1563 Wikidata | Ratzeburger Allee 160 (53° 50′ 20″ N, 10° 42′ 28″ O)         | Ehem. Heilanstalt Strecknitz     | Schutzumfang: Auf den gesamten Komplex der bis 1912 erbauten Gebäudegruppe - Komplex der ehem. Heilanstalt Strecknitz, errichtet 1909–12 von Carl Mühlenpfordt - Sachgesamtheit bestehend aus Ratzeburger Allee 138 a, Ratzeburger Allee 140, 142, Ratzeburger Allee 144 - 146, Ratzeburger Allee 148, 150, Ratzeburger Allee 152 - 154, Ratzeburger Allee 156, Ratzeburger Allee 158 Haus 1, Ratzeburger Allee 160 Haus 2, Ratzeburger Allee 160 Haus 3, Ratzeburger Allee 160 Haus 4, Ratzeburger Allee 160 Haus 5, Ratzeburger Allee 160 Haus 6, Ratzeburger Allee 160 Haus 7, Ratzeburger Allee 160 Haus 8, Ratzeburger Allee 160 Haus 9, Ratzeburger Allee 160 Haus 10, Ratzeburger Allee 160 Haus 12, Ratzeburger Allee 160 Haus 13, Ratzeburger Allee 160 Haus 30, Ratzeburger Allee 160 Haus 33, Ratzeburger Allee 160 Haus 34, Ratzeburger Allee 160 Haus 35, Ratzeburger Allee 160 Haus 70, Ratzeburger Allee 160 Haus 72 - Schutzgrund: geschichtlich, wissenschaftlich, städtebaulich | weitere Fotos \| Fotos hochladen |
| 1555          | Ratzeburger Allee 140-142 (53° 50′ 22″ N, 10° 42′ 31″ O)     | Doppelhaus                       | Schutzumfang: Auf das gesamte Gebäude - eingeschossiges verputztes Doppelhaus mit hohem, von Zwerchhausbauten an Giebel- und Traufseiten unterbrochenen Walmdach - Teil der Sachgesamtheit - Ehem. Heilanstalt Strecknitz - Schutzgrund: geschichtlich, wissenschaftlich | Fotos hochladen                  |
| 1556          | Ratzeburger Allee 144-146 (53° 50′ 22″ N, 10° 42′ 30″ O)     | Doppelhaus                       | Schutzumfang: Auf das gesamte Gebäude - eingeschossiges verputztes Doppelhaus mit hohem, von Zwerchhausbauten an Giebel- und Traufseiten unterbrochenen Walmdach - Teil der Sachgesamtheit - Ehem. Heilanstalt Strecknitz - Schutzgrund: geschichtlich, wissenschaftlich, städtebaulich | Fotos hochladen                  |
| 1557          | Ratzeburger Allee 148-150 (53° 50′ 22″ N, 10° 42′ 29″ O)     | Doppelhaus                       | Schutzumfang: Auf das gesamte Gebäude - eingeschossiges verputztes Doppelhaus mit hohem, von Zwerchhausbauten an Giebel- und Traufseiten unterbrochenen Walmdach - Teil der Sachgesamtheit - Ehem. Heilanstalt Strecknitz - Schutzgrund: geschichtlich, wissenschaftlich, städtebaulich | Fotos hochladen                  |
| 1558          | Ratzeburger Allee 152-154 (53° 50′ 21″ N, 10° 42′ 28″ O)     | Doppelhaus                       | Schutzumfang: Auf das gesamte Gebäude - eingeschossiges verputztes Doppelhaus mit hohem, von Zwerchhausbauten an Giebel- und Traufseiten unterbrochenen Walmdach - Teil der Sachgesamtheit - Ehem. Heilanstalt Strecknitz - Schutzgrund: geschichtlich, wissenschaftlich, städtebaulich | Fotos hochladen                  |
| 1559          | Ratzeburger Allee 156 (53° 50′ 20″ N, 10° 42′ 27″ O)         | Pförtnerei                       | Schutzumfang: Auf das gesamte Gebäude - eingeschossiges verputztes Gebäude mit Mansarddach und durch eine Reihe von fünf Säulen an der Südseite aufgelöster Front - Teil der Sachgesamtheit - Ehem. Heilanstalt Strecknitz - Schutzgrund: geschichtlich, wissenschaftlich, städtebaulich | Fotos hochladen                  |
| 1560          | Ratzeburger Allee 158 (53° 50′ 20″ N, 10° 42′ 29″ O)         | Verwaltungsgebäude               | Schutzumfang: Auf das gesamte Gebäude - Verwaltungsgebäude der ehem. 1909–12 von Carl Mühlenpfordt errichteten Heilanstalt Strecknitz - Teil der Sachgesamtheit - Ehem. Heilanstalt Strecknitz - Schutzgrund: geschichtlich, wissenschaftlich, städtebaulich | Fotos hochladen                  |
| 1561          | Ratzeburger Allee 160 Haus 12 (53° 50′ 13″ N, 10° 42′ 14″ O) | Gebäude                          | Schutzumfang: Auf das Äußere des Gebäudes einschließlich Haupttreppenhaus im Inneren - 1929/30 errichteter, langgestreckter, zwei- bis dreigeschossiger über l-förmigem Grundriss ausgebildeter und flachgedeckter Baukörper mit turmartig vorgezogenem, überhöhten und damit die Fronten betonenden Haupttreppenhaus - Teil der Sachgesamtheit - Ehem. Heilanstalt Strecknitz - Schutzgrund: geschichtlich, wissenschaftlich, künstlerisch, städtebaulich | Fotos hochladen                  |
| 1562          | Ratzeburger Allee 160 Haus 13 (53° 50′ 9″ N, 10° 42′ 17″ O)  | Gebäude                          | Schutzumfang: Auf das Äußere einschließlich Haupttreppenhaus im Inneren - 1929/30 errichteter, langgestreckter, zwei- bis dreigeschossiger über l-förmigem Grundriss ausgebildeter und flachgedeckter Baukörper mit turmartig vorgezogenem, überhöhten und damit die Fronten betonenden Haupttreppenhaus - Teil der Sachgesamtheit - Ehem. Heilanstalt Strecknitz - Schutzgrund: geschichtlich, wissenschaftlich, künstlerisch, städtebaulich | Fotos hochladen                  |

## Ratzeburger Landstraße
| Objekt-ID | Lage                                                    | Offizielle Bezeichnung                                 | Beschreibung | Bild            |
| --------- | ------------------------------------------------------- | ------------------------------------------------------ | --- | --------------- |
| 1775      | Ratzeburger Landstraße 4 (53° 49′ 30″ N, 10° 43′ 19″ O) | Ehem. Luftwaffen-Kaserne (heute Bundespolizeiakademie) | Schutzumfang: Aktualisierung vorgesehen - Sachgesamtheit bestehend aus Ratzeburger Landstraße 4 G 1, Ratzeburger Landstraße 4 G 2, Ratzeburger Landstraße 4 G 3, Ratzeburger Landstraße 4 G 4, Ratzeburger Landstraße 4 G 5, Ratzeburger Landstraße 4 G 6, Ratzeburger Landstraße 4 G 7, Ratzeburger Landstraße 4 G 8, Ratzeburger Landstraße 4 G 9, Ratzeburger Landstraße 4 G 10, Ratzeburger Landstraße 4 G 11, Ratzeburger Landstraße 4 G 12, Ratzeburger Landstraße 4 G 13, Ratzeburger Landstraße 4 G 14, Ratzeburger Landstraße 4 G 16, Ratzeburger Landstraße 4 G 17, Ratzeburger Landstraße 4 G 19, Ratzeburger Landstraße 4 G 21, Ratzeburger Landstraße 4 G 22, Ratzeburger Landstraße 4 G 23, Ratzeburger Landstraße 4 G 25, Ratzeburger Landstraße 4 G 26, Ratzeburger Landstraße 4 G 28, Ratzeburger Landstraße 4 G 30, Ratzeburger Landstraße 4 G 30 a, Ratzeburger Landstraße 4 G 31, Ratzeburger Landstraße 4 G 32 und Ratzeburger Landstraße 4 G 36 - Schutzgrund: geschichtlich | Fotos hochladen |
| 2914      | Ratzeburger Landstraße 4 (53° 49′ 31″ N, 10° 43′ 17″ O) | Ehem. Luftwaffen-Kaserne                               | Schutzumfang: Aktualisierung vorgesehen - 1939/40 als Offizierscasino der Nachrichteneinheit der Luftwaffe als letzter Bau der Kasernenanlage im vorderen seitlichen Bereich der Anlage errichtet; Teil der Sachgesamtheit - Schutzgrund: Auf das gesamte Gebäude mit Terrasse und umgebender Grünfläche. Das Gebäude ist Teil der Sachgesamtheit „(ehem. Luftwaffen-) Kaserne“ | BW              |
| 1564      | Ratzeburger Landstraße 4 (53° 49′ 31″ N, 10° 43′ 20″ O) | Kaserne                                                | Schutzumfang: Auf das gesamte Gebäude - Mannschaftsunterkunft der St.-Hubertus-Kaserne für die Luftnachrichtentruppe, heute Teil der Bundesgrenzschutz-Sportschule, errichtet zwischen 1935 und 1939 - Schutzgrund: geschichtlich, wissenschaftlich, städtebaulich | BW              |
| 3218      | Ratzeburger Landstraße 4 (53° 49′ 32″ N, 10° 43′ 21″ O) | Gebäude 3                                              | Schutzumfang: Aktualisierung vorgesehen - Teil der Sachgesamtheit - Ehem. Luftwaffenkaserne | BW              |
| 3219      | Ratzeburger Landstraße 4 (53° 49′ 32″ N, 10° 43′ 22″ O) | Gebäude 5                                              | Schutzumfang: Aktualisierung vorgesehen - Teil der Sachgesamtheit - Ehem. Luftwaffenkaserne | BW              |
| 3217      | Ratzeburger Landstraße 4 (53° 49′ 31″ N, 10° 43′ 21″ O) | Gebäude 19                                             | Schutzumfang: Aktualisierung vorgesehen - Teil der Sachgesamtheit - Ehem. Luftwaffenkaserne | BW              |
| 1751      | Ratzeburger Landstraße 4 (53° 49′ 31″ N, 10° 43′ 22″ O) | Gebäude 11                                             | Schutzumfang: Aktualisierung vorgesehen - Teil der Sachgesamtheit - Ehem. Luftwaffenkaserne | BW              |
| 3220      | Ratzeburger Landstraße 4 (53° 49′ 32″ N, 10° 43′ 20″ O) | Gebäude 6                                              | Schutzumfang: Aktualisierung vorgesehen | BW              |

## Reiherstieg
| Objekt-ID | Lage                                          | Offizielle Bezeichnung | Beschreibung | Bild            |
| --------- | --------------------------------------------- | ---------------------- | --- | --------------- |
| 1566      | Reiherstieg 1 (53° 52′ 0″ N, 10° 41′ 59″ O)   | Blockbebauung          | Schutzumfang: Auf das Äußere des Gebäudes sowie erhaltenswerte Teile im Inneren (Windfang- und Wohnungstüren, Terrazzoböden und Wandfliesen, Treppengeländer und -stufen) - Einheitlich durchgestaltete Blockbebauung in den Jahren 1929/30 von der „Baugemeinschaft mbH Lübeck“ nach einem Entwurf der Architekten Schweinfurt & Siebert gebaut - Schutzgrund: geschichtlich, wissenschaftlich, städtebaulich | BW              |
| 1567      | Reiherstieg 2 a (53° 52′ 0″ N, 10° 41′ 59″ O) | Blockbebauung          | Schutzumfang: Auf das Äußere der Gebäude und erhaltenswerte Teile im Inneren (insbesondere Windfänge und Treppenhäuser mit allen Gestaltungselementen) - Einheitlich durchgestaltete, in den Jahren 193fünf36 vom Architekten E.W. Voigt nach eigenem Entwurf erbaute Blockbebauung - Schutzgrund: geschichtlich, städtebaulich                                                                                | BW              |
| 1568      | Reiherstieg 3 (53° 52′ 0″ N, 10° 42′ 0″ O)    | Blockbebauung          | Schutzumfang: Auf das Äußere der Gebäude sowie erhaltenswerte Teile im Inneren (Windfang- und Wohnungstüren, Terrazzoböden und Wandfliesen, Treppengeländer und -stufen) - Einheitlich durchgestaltete Blockbebauung in den Jahren 1929/30 von der „Baugemeinschaft mbH Lübeck“ nach einem Entwurf der Architekten Schweinfurt & Siebert gebaut - Schutzgrund: geschichtlich, wissenschaftlich, städtebaulich  | BW              |
| 1569      | Reiherstieg 4 (53° 52′ 0″ N, 10° 42′ 0″ O)    | Blockbebauung          | Schutzumfang: Auf das Äußere der Gebäude und erhaltenswerte Teile im Inneren (insbesondere Windfänge und Treppenhäuser mit allen Gestaltungselementen) - Einheitlich durchgestaltete, in den Jahren 193fünf36 vom Architekten E.W. Voigt nach eigenem Entwurf erbaute Blockbebauung - Schutzgrund: geschichtlich, städtebaulich                                                                                | Fotos hochladen |
| 1570      | Reiherstieg 5 (53° 52′ 0″ N, 10° 42′ 0″ O)    | Blockbebauung          | Schutzumfang: Auf das Äußere der Gebäude und erhaltenswerte Teile im Inneren: Windfang- und Wohnungstüren, Terrazzoböden und Wandfliesen, Treppengeländer und -stufen - Einheitlich durchgestaltete Blockbebauung in den Jahren 1929/30 von der „Baugemeinschaft mbH Lübeck“ nach einem Entwurf der Architekten Schweinfurt & Siebert gebaut - Schutzgrund: geschichtlich, wissenschaftlich, städtebaulich     | BW              |
| 1571      | Reiherstieg 6 (53° 52′ 0″ N, 10° 42′ 1″ O)    | Blockbebauung          | Schutzumfang: Auf das Äußere der Gebäude und erhaltenswerte Teile im Inneren (insbesondere Windfänge und Treppenhäuser mit allen Gestaltungselementen) - Einheitlich durchgestaltete, in den Jahren 1935–36 vom Architekten E.W. Voigt nach eigenem Entwurf erbaute Blockbebauung - Schutzgrund: geschichtlich, städtebaulich                                                                                  | BW              |
| 1572      | Reiherstieg 7 (53° 52′ 0″ N, 10° 42′ 2″ O)    | Blockbebauung          | Schutzumfang: Auf das Äußere der Gebäude und erhaltenswerte Teile im Inneren (insbesondere Windfänge und Treppenhäuser mit allen Gestaltungselementen) - Einheitlich durchgestaltete Blockbebauung in den Jahren 1929/30 von der „Baugemeinschaft mbH Lübeck“ nach einem Entwurf der Architekten Schweinfurt & Siebert gebaut - Schutzgrund: geschichtlich, wissenschaftlich, städtebaulich                    | BW              |
| 1573      | Reiherstieg 8 (53° 52′ 0″ N, 10° 42′ 2″ O)    | Blockbebauung          | Schutzumfang: Auf das Äußere der Gebäude und erhaltenswerte Teile im Inneren (insbesondere Windfänge und Treppenhäuser mit allen Gestaltungselementen) - Einheitlich durchgestaltete, in den Jahren 193fünf36 vom Architekten E.W. Voigt nach eigenem Entwurf erbaute Blockbebauung - Schutzgrund: geschichtlich, städtebaulich                                                                                | BW              |
| 1574      | Reiherstieg 9 (53° 52′ 0″ N, 10° 42′ 3″ O)    | Blockbebauung          | Schutzumfang: Auf das Äußere der Gebäude und erhaltenswerte Teile im Inneren (insbesondere Windfänge und Treppenhäuser mit allen Gestaltungselementen) - Einheitlich durchgestaltete Blockbebauung in den Jahren 1929/30 von der „Baugemeinschaft mbH Lübeck“ nach einem Entwurf der Architekten Schweinfurt & Siebert gebaut - Schutzgrund: geschichtlich, wissenschaftlich, städtebaulich                    | BW              |
| 1575      | Reiherstieg 10 (53° 51′ 59″ N, 10° 42′ 3″ O)  | Blockbebauung          | Schutzumfang: Auf das Äußere der Gebäude und erhaltenswerte Teile im Inneren (insbesondere Windfänge und Treppenhäuser mit allen Gestaltungselementen) - Einheitlich durchgestaltete, in den Jahren 193fünf36 vom Architekten E.W. Voigt nach eigenem Entwurf erbaute Blockbebauung - Schutzgrund: geschichtlich, städtebaulich                                                                                | BW              |

## Rotlöscherstraße
| Objekt-ID | Lage                                               | Offizielle Bezeichnung | Beschreibung | Bild |
| --------- | -------------------------------------------------- | ---------------------- | --- | ---- |
| 1576      | Rotlöscherstraße 37 (53° 51′ 25″ N, 10° 41′ 57″ O) | Wohnhaus               | Schutzumfang: Auf das gesamte Gebäude - zweigeschossiges Wohnhaus mit Vorgarten und rückseitigem Garten; erbaut 1913 durch die Architekten Hahn & Runge - Schutzgrund: geschichtlich, wissenschaftlich, städtebaulich                                                           | BW   |
| 2649      | Rotlöscherstraße 47 (53° 51′ 24″ N, 10° 41′ 57″ O) | Wohnhaus               | Schutzumfang: Auf das gesamte Gebäude mit Vorgarten und rückwärtiger Freifläche - Wohnhaus, 1913 von den Architekten Hahn und Runge errichtet, über hohem Kellergeschoss zwei Wohngeschosse mit Satteldach, giebelständig, verputzt - Schutzgrund: städtebaulich, geschichtlich | BW   |

## Schillerstraße
| Objekt-ID | Lage                                            | Offizielle Bezeichnung | Beschreibung | Bild |
| --------- | ----------------------------------------------- | ---------------------- | --- | ---- |
| 1657      | Schillerstraße 9 (53° 51′ 35″ N, 10° 41′ 46″ O) | Wohnhaus               | Schutzumfang: Auf das gesamte Gebäude auf umgebender Freifläche - zweigeschossiges, hell verputztes, durch schmale Vorgartenstreifen vom Straßenraum abgesetztes Wohnhaus von 1880 in Ecklage Schillerstraße/Antonistraße - Schutzgrund: geschichtlich, wissenschaftlich, städtebaulich | BW   |

## Schleusenstraße
| Objekt-ID | Lage                                             | Offizielle Bezeichnung | Beschreibung | Bild |
| --------- | ------------------------------------------------ | ---------------------- | --- | ---- |
| 1577      | Schleusenstraße (53° 49′ 1″ N, 10° 37′ 28″ O)    | Schleuse               | Schutzumfang: Auf die technischen Anlagen des historischen Schleusenbetriebes und ihre baulichen Gehäuse - Hotopp-Schleuse von 1898; voll funktionstüchtige und original erhaltene Schleusentechnik des Wasserbauingenieurs Friedrich Ludwig August Hotopp (1854-1934) - Schutzgrund: geschichtlich, wissenschaftlich, technisch | BW   |
| 1578      | Schleusenstraße 80 (53° 49′ 1″ N, 10° 37′ 14″ O) | Hallenhaus             | Schutzumfang: Auf das Äußere des Gebäudes - Hallenhaus mit Backsteinaußenwänden und reetgedecktem Krüppelwalmdach - Schutzgrund: geschichtlich, städtebaulich | BW   |

## Seekamp
| Objekt-ID | Lage                                     | Offizielle Bezeichnung    | Beschreibung              | Bild |
| --------- | ---------------------------------------- | ------------------------- | ------------------------- | ---- |
| 1734      | Seekamp 1 (53° 47′ 50″ N, 10° 42′ 52″ O) | Aktualisierung vorgesehen | Aktualisierung vorgesehen | BW   |

## Seydlitzstraße
| Objekt-ID | Lage                                            | Offizielle Bezeichnung                                                        | Beschreibung | Bild |
| --------- | ----------------------------------------------- | ----------------------------------------------------------------------------- | --- | ---- |
| 1761      | Seydlitzstraße 28 (53° 51′ 40″ N, 10° 42′ 3″ O) | Teil einer einheitlich 1901-1904 Haus an Haus errichteten Vorstadtstraßenbeba | Schutzumfang: Auf das gesamte Gebäude mit Vorgartenzaun - Teil einer einheitlich 1901-1904 Haus an Haus errichteten Vorstadtstraßenbebauung mit Geschosswohnungen - Schutzgrund: geschichtlich, städtebaulich | BW   |
| 1579      | Seydlitzstraße 36 (53° 51′ 40″ N, 10° 42′ 5″ O) | Mietshaus                                                                     | Schutzumfang: Auf das gesamte Gebäude und Hausvorplatz - Mietsgebäude; 1902/03 durch den Bauunternehmern W. J. Chr. Janson errichtet; dreigeschossiges, traufenständiges, verklinkertes Gebäude mit ausgebautem Dachgeschoss - Schutzgrund: geschichtlich, wissenschaftlich | BW   |
| 1735      | Seydlitzstraße 41 (53° 51′ 41″ N, 10° 42′ 8″ O) | Fischerhaus an der Wakenitz                                                   | Schutzumfang: Der Denkmalschutz erstreckt sich auf die städtebaulich wirksame Bausubstanz der Gebäude (Materialität, Fassaden, Kubatur, Dachform, konstruktives Gerüst) sowie die umgebende Freifläche. - Das „Fischerhaus an der Wakenitz“ mit Nebengebäuden in St.-Jürgen ist ein herausragendes Dokument der traditionellen Fischwirtschaft im Lübecker Stadtgebiet - Sachgesamtheit bestehend aus Seydlitzstraße 41 Schuppen (B), Seydlitzstraße 41 Verkaufsschuppen (C), Seydlitzstraße 41 Wohnhaus (A) - Schutzgrund: geschichtlich, städtebaulich | BW   |

## Sophienstraße
| Objekt-ID | Lage                                           | Offizielle Bezeichnung    | Beschreibung              | Bild            |
| --------- | ---------------------------------------------- | ------------------------- | ------------------------- | --------------- |
| 1742      | Sophienstraße 7 (53° 51′ 21″ N, 10° 41′ 14″ O) | Aktualisierung vorgesehen | Aktualisierung vorgesehen | Fotos hochladen |

## Spieringshorst
| Objekt-ID | Lage                                            | Offizielle Bezeichnung | Beschreibung | Bild |
| --------- | ----------------------------------------------- | ---------------------- | --- | ---- |
| 1580      | Spieringshorst 5 (53° 50′ 47″ N, 10° 43′ 33″ O) | Kate                   | Schutzumfang: Auf das gesamte Gebäude - Ehem. Kate, einst zugehörig zum hinteren der beiden Fischergehöfte auf der Insel - Schutzgrund: geschichtlich, wissenschaftlich, städtebaulich | BW   |

## St.-Jürgen-Ring
| Objekt-ID | Lage                                             | Offizielle Bezeichnung    | Beschreibung | Bild |
| --------- | ------------------------------------------------ | ------------------------- | --- | ---- |
| 2623      | St.-Jürgen-Ring 9 (53° 51′ 5″ N, 10° 41′ 4″ O)   | Aktualisierung vorgesehen | Aktualisierung vorgesehen | BW   |
| 2622      | St.-Jürgen-Ring 11 (53° 51′ 5″ N, 10° 41′ 5″ O)  | Aktualisierung vorgesehen | Aktualisierung vorgesehen | BW   |
| 1581      | St.-Jürgen-Ring 16 (53° 51′ 6″ N, 10° 41′ 40″ O) | Einfamilienhaus           | Schutzumfang: Auf das gesamte Gebäude von 1923 mit umgebender Freifläche und Gartenhaus - Einfamilienhaus von 1923, erbaut durch Architekten Schöss & Redelstorff im konservativen Reformstil auf umgebendem Gartengrundstück mit freistehendem Gartenhaus/Garage im hinteren Grundstücksbereich - Schutzgrund: geschichtlich, wissenschaftlich, städtebaulich | BW   |
| 1582      | St.-Jürgen-Ring 33 (53° 51′ 6″ N, 10° 41′ 19″ O) | Vorstadtvilla             | Schutzumfang: Auf das gesamte Gebäude auf umgebendem Grundstück - 1904/5 durch Architekturbüro Schöss & Redelstorff errichtete freistehende Vorstadtvilla; zweigeschossig auf Hochkeller unter ziegelgedecktem Walmdach - Schutzgrund: geschichtlich, wissenschaftlich, städtebaulich                                                                          | BW   |
| 1583      | St.-Jürgen-Ring 39 (53° 51′ 6″ N, 10° 41′ 23″ O) | Villa                     | Schutzumfang: Auf das gesamte Gebäude - Freistehende, zweigeschossige Villa an der Einmündung der Körnerstraße in den St.-Jürgen-Ring; vermutlich 1899/1900 in Bauformen des ausgehenden 19. Jhd. errichtet - Schutzgrund: wissenschaftlich, geschichtlich, städtebaulich                                                                                      | BW   |
| 1584      | St.-Jürgen-Ring 48 (53° 51′ 5″ N, 10° 41′ 23″ O) | Eckhaus                   | Schutzumfang: Auf das gesamte Gebäude - Markantes backsteinsichtiges Eckhaus zur Körnerstraße von 1899 mit hellen horizontalen Steinbändern und Fensterrahmungen zwischen hellem Sockel und Traufe - Schutzgrund: geschichtlich, wissenschaftlich, städtebaulich                                                                                               | BW   |

## Stegelkoppel
| Objekt-ID | Lage                                         | Offizielle Bezeichnung | Beschreibung | Bild |
| --------- | -------------------------------------------- | ---------------------- | --- | ---- |
| 1585      | Stegelkoppel 1 (53° 49′ 10″ N, 10° 38′ 2″ O) | Hallenhaus             | Schutzumfang: Auf das Äußere des Gebäudes mit Fachwerk, Dachkonstruktion und -deckung sowie auf die Ständerkonstruktion im Inneren - Niederdeutsches Hallenhaus, in Reet gedeckt, aus der 1. Hälfte bis zur Mitte des 16. Jhd. - Schutzgrund: geschichtlich, städtebaulich | BW   |

## Stresemannstraße
| Objekt-ID | Lage                                               | Offizielle Bezeichnung    | Beschreibung | Bild                                    |
| --------- | -------------------------------------------------- | ------------------------- | --- | --------------------------------------- |
| 1732      | Stresemannstraße 5 (53° 51′ 25″ N, 10° 41′ 34″ O)  | Vorstadtvilla             | Schutzumfang: Auf das gesamte Gebäude auf umgebender Freifläche - Vorstadtvilla für zwei Parteien mit gleichwertiger Erd- und Obergeschosswohnung von 1882, zweigeschossig mit Souterrain- und Mansardgeschoss unter Walmdach - Schutzgrund: geschichtlich, städtebaulich                                                                                            | BW                                      |
| 1731      | Stresemannstraße 13 (53° 51′ 23″ N, 10° 41′ 34″ O) | Aktualisierung vorgesehen | Aktualisierung vorgesehen | BW                                      |
| 2637      | Stresemannstraße 23 (53° 51′ 20″ N, 10° 41′ 34″ O) | Vorstadtwohnhaus          | Schutzumfang: Gesamtes Gebäude auf umgebendem Gartengrundstück - 1895/6 von F. Runau erbautes freistehendes Vorstadtwohnhaus in Ecklage zur Goethestraße mit Gartenanlage - Schutzgrund: geschichtlich, wissenschaftlich, städtebaulich | BW                                      |
| 4114      | Stresemannstraße 31 ()                             | Wintergarten              | Schutzumfang: Auf den gesamten Wintergarten (innen und außen) mitsamt Treppe und Geländer zum Garten. - Wintergarten, vermutlich 1893 errichtet. - Schutzgrund: geschichtlich | Direkt Bild zu diesem Denkmal hochladen |
| 1586      | Stresemannstraße 35 (53° 51′ 17″ N, 10° 41′ 34″ O) | Vorstadtwohnhaus          | Schutzumfang: Auf das gesamte Gebäude auf umgebendem Gartengrundstück - 1892/93 von C.A. Schöss erbautes freistehendes kleines Vorstadtwohnhaus mit seitlichem Eingang, zweigeschossig über Hochkeller und unter Walmdach mit straßenseitigem Seitenrisalit und nachträglich umgebauten Altan (1920er) - Schutzgrund: geschichtlich, wissenschaftlich, städtebaulich | BW                                      |

## Strohkatenstraße
| Objekt-ID | Lage                                              | Offizielle Bezeichnung | Beschreibung | Bild |
| --------- | ------------------------------------------------- | ---------------------- | --- | ---- |
| 1587      | Strohkatenstraße 7 (53° 51′ 28″ N, 10° 41′ 51″ O) | Wohnhaus               | Schutzumfang: Auf das gesamte Gebäude und umgebenden Garten - 1923 auf einem Eckgrundstück erbautes, freistehendes verputztes zwei geschossiges Wohnhaus (Hochparterre) mit Ziegel-Walmdach, sogenanntes Kaffeemühlenhaus - Schutzgrund: geschichtlich, wissenschaftlich, städtebaulich | BW   |

## Uhlandstraße
| Objekt-ID | Lage                                               | Offizielle Bezeichnung            | Beschreibung | Bild                                    |
| --------- | -------------------------------------------------- | --------------------------------- | --- | --------------------------------------- |
| 1588      | Uhlandstraße 2 (53° 51′ 15″ N, 10° 41′ 21″ O)      | Vorstadtvilla                     | Schutzumfang: Auf das gesamte Gebäude auf umgebender Freifläche - 1895 durch den Architekten/Bauunternehmer F. Weinberg errichtete freistehende Vorstadtvilla mit zwei gleichwertigen Wohngeschossen über Hochkeller - Schutzgrund: geschichtlich, wissenschaftlich, städtebaulich                                                                                                  | BW                                      |
| 1589      | Uhlandstraße 10, 12 (53° 51′ 14″ N, 10° 41′ 26″ O) | Villa                             | Schutzumfang: Auf das gesamte Gebäude - Repräsentative zweigeschossige Villa an der Ecke zur Körnerstraße, erbaut 1897 - Schutzgrund: geschichtlich, wissenschaftlich, städtebaulich | Fotos hochladen                         |
| 3946      | Uhlandstraße 10, 12 ()                             | Gartenanlage Uhlandstraße 10/12   | Gründenkmal | Direkt Bild zu diesem Denkmal hochladen |
| 1590      | Uhlandstraße 11 (53° 51′ 15″ N, 10° 41′ 30″ O)     | Vorstadtvilla                     | Schutzumfang: Auf das gesamte Gebäude auf umgebendem Grundstück - 1897 errichtete kleine Vorstadtvilla; Architekt P. Schöss, Bauunternehmer J. Kahns; zweigeschossig auf Hochkeller unter Walmdach - Schutzgrund: geschichtlich, wissenschaftlich, städtebaulich | BW                                      |
| 2650      | Uhlandstraße 20 ()                                 | Einfamilienhaus                   | 1897 vom Architekten Carl Hahn ursprünglich als Einfamilienhaus errichtet, im frühen 20. Jh. in mehrere Wohneinheiten unterteilt. - Schutzumfang: Auf das gesamte Gebäude mit umgebendem Gartengrundstück und Einfriedung - Schutzgrund: geschichtlich, städtebaulich, wissenschaftlich                                                                                             | Direkt Bild zu diesem Denkmal hochladen |
| 1722      | Uhlandstraße 22 (53° 51′ 13″ N, 10° 41′ 34″ O)     | Villa                             | Villa, um 1900 durch Bauunternehmer Zahn errichtet, 1943 wiederaufgebaut. - Schutzumfang: Auf das gesamte Gebäude sowie die Freiflächen zur Straße mit Einfriedung. - Schutzgrund: geschichtlich, städtebaulich | Fotos hochladen                         |
| 1591      | Uhlandstraße 26 (53° 51′ 14″ N, 10° 41′ 36″ O)     | Doppelhaus                        | Schutzumfang: Auf den gesamten Gebäudeteil (I) und zugehöriges Hinterhaus (II) auf umgebender Freifläche - Westlicher Hausteil eines großbürgerlichen Doppelhauses (Nr. 26 und Nr. 26a) auf umgebender Freifläche mit je Geschoss eigenem Eingang an der westlichen Hausseite - Schutzgrund: geschichtlich, wissenschaftlich, städtebaulich                                         | Fotos hochladen                         |
| 1592      | Uhlandstraße 26 a (53° 51′ 13″ N, 10° 41′ 37″ O)   | Doppelhaushälfte                  | Schutzumfang: Auf den gesamten Gebäudeteil (I) und das zugehörige Hinterhaus (II) auf umgebender Freifläche - Östlicher Hausteil (I) eines großbürgerlichen Doppelhauses (Nr. 26 und Nr. 26a) auf umgebender Freifläche mit Eingang an der östlichen Hausseite; im Hof ein Nebengebäude (II) hinter beiden Hausteilen - Schutzgrund: geschichtlich, wissenschaftlich, städtebaulich | BW                                      |
| 1723      | Uhlandstraße 28 (53° 51′ 13″ N, 10° 41′ 38″ O)     | Aktualisierung vorgesehen         | Schutzumfang: Aktualisierung vorgesehen | BW                                      |
| 1593      | Uhlandstraße 32 (53° 51′ 13″ N, 10° 41′ 39″ O)     | Hausteil eines Geschosswohnhauses | Schutzumfang: Auf die gesamte Doppelhaushälfte mit umgebender Freifläche - Hausteil einer Reihe aus zwei identischen 1910 erbauten Geschosswohnhäusern unter einem Dach in Anpassung an den Stil der umgebenden Einzelvillen - Schutzgrund: geschichtlich, wissenschaftlich, städtebaulich                                                                                          | BW                                      |

## Viktoriastraße
| Objekt-ID | Lage                                            | Offizielle Bezeichnung | Beschreibung | Bild |
| --------- | ----------------------------------------------- | ---------------------- | --- | ---- |
| 1594      | Viktoriastraße 2 (53° 51′ 19″ N, 10° 41′ 16″ O) | Vorstadtvilla          | Schutzumfang: Auf das gesamte Gebäude auf umgebender Freifläche mit Einfriedung zur Straße - Freistehende Vorstadtvilla, 1892 vom Bauunternehmer G. F. Barby zusammen mit weiteren Villen in der Straße errichtet - Schutzgrund: geschichtlich, wissenschaftlich, städtebaulich | BW   |

## Wakenitzstraße
| Objekt-ID | Lage                                                | Offizielle Bezeichnung    | Beschreibung | Bild |
| --------- | --------------------------------------------------- | ------------------------- | --- | ---- |
| 1595      | Wakenitzstraße 43 (53° 51′ 36″ N, 10° 41′ 56″ O)    | Wohngebäude               | Schutzumfang: Auf das gesamte Gebäude mit umgebender Freifläche/Garten - Wohngebäude von 1887, eingeschossiger Putzbau auf hohem Kellergeschoss und mit hohem Drempel im ausgebauten Dachgeschoss - Schutzgrund: geschichtlich, wissenschaftlich, städtebaulich | BW   |
| 2631      | Wakenitzstraße 46 (53° 51′ 26″ N, 10° 41′ 59″ O)    | Wohnhaus                  | Schutzumfang: Gesamte Gebäude auf umgebendem Grundstück - Wohnhaus aus der Zeit um 1910 - Schutzgrund: städtebaulich, geschichtlich | BW   |
| 1596      | Wakenitzstraße 49-51 (53° 51′ 34″ N, 10° 41′ 58″ O) | Wohnhaus                  | Schutzumfang: Auf das gesamte Gebäude auf umgebendem Grundstück - 1924/25 von Architekt Paul Peukert errichtetes freistehendes verputztes Wohnhaus, sogenanntes „Kaffeemühlenhaus“ oder „Würfelhaus“ - Schutzgrund: geschichtlich, wissenschaftlich, städtebaulich | BW   |
| 1726      | Wakenitzstraße 50 (53° 51′ 25″ N, 10° 42′ 0″ O)     | Wohnhaus                  | Schutzumfang: Auf das gesamte Gebäude mit Grünflächen vor und hinter dem Haus sowie Einfriedung zur Straße - Wohnhaus in einer Reihe aneinandergebauter giebelständiger Häuser, die von verschiedenen Architekten, aber gemeinsam erschlossen durch die Terraingesellschaft Strohkaten in den Jahren vor dem 1. Weltkrieg errichtet wurden - Schutzgrund: geschichtlich, städtebaulich | BW   |
| 1597      | Wakenitzstraße 52 (53° 51′ 25″ N, 10° 42′ 0″ O)     | Wohnhaus                  | Schutzumfang: Auf das gesamte Gebäude mit Grünflächen vor und hinter dem Haus sowie Einfriedung zur Straße - Wohnhaus von 1911 in einer Zeile aneinandergebauter weitgehend zeitgleich errichteter Gebäude - Schutzgrund: geschichtlich, wissenschaftlich, städtebaulich | BW   |
| 1727      | Wakenitzstraße 61 (53° 51′ 30″ N, 10° 42′ 2″ O)     | Aktualisierung vorgesehen | Aktualisierung vorgesehen | BW   |
| 1598      | Wakenitzstraße 66 (53° 51′ 23″ N, 10° 42′ 0″ O)     | Wohnhaus                  | Schutzumfang: Auf das gesamte Gebäude mit Grünflächen vor und hinter dem Haus sowie Einfriedung zur Straße - Wohnhaus von 1910 in einer Zeile aneinandergebauter weitgehend zeitgleich errichteter Gebäude - Schutzgrund: geschichtlich, wissenschaftlich, städtebaulich | BW   |
| 1599      | Wakenitzstraße 67 (53° 51′ 28″ N, 10° 42′ 2″ O)     | Villa                     | Schutzumfang: Auf das gesamte Gebäude sowie die umgebende Freifläche bis zur Wakenitz - Freistehende, zweigeschossige Vorstadtvilla auf großem Grundstück an der Wakenitz - Schutzgrund: geschichtlich, wissenschaftlich, städtebaulich | BW   |
| 1600      | Wakenitzstraße 71 (53° 51′ 26″ N, 10° 42′ 3″ O)     | Villa                     | Schutzumfang: Auf das gesamte Gebäude mit umgebender Gartenanlage sowie Wasserpavillon und Bootshaus an der Wakenitz - Villa auf großem Gartengrundstück mit Wasserpavillon und Bootshaus direkt an der Wakenitz, geplant 1914, ausgeführt nach 1918 vom Architekturbüro Schöss & Redelstorff - Schutzgrund: geschichtlich, wissenschaftlich, städtebaulich                            | BW   |
| 3913      | Wakenitzstraße 75a (53° 51′ 24″ N, 10° 42′ 2″ O)    | Villa                     | Schutzumfang: Auf das Äußere des Gebäudes und erhaltenswerte ältere Teile im Inneren - Auf das gesamte Gebäude sowie die umgebende Freifläche (Vorgarten und rückwärtig bis zur Wakenitz). Villa, 1935 nach Plänen der Architekten Glogner und Vermehren errichtet. - Schutzgrund: geschichtlich, künstlerisch, städtebaulich                                                          | BW   |
| 3907      | Wakenitzstraße 85 (53° 51′ 20″ N, 10° 42′ 2″ O)     | Kohlefilterhalle          | Aktualisierung vorgesehen | BW   |

## Wakenitzufer
| Objekt-ID     | Lage                                                         | Offizielle Bezeichnung       | Beschreibung | Bild                             |
| ------------- | ------------------------------------------------------------ | ---------------------------- | --- | -------------------------------- |
| 3204          | Wakenitzufer 1c, 7, 9, 11, 13 (53° 51′ 56″ N, 10° 42′ 13″ O) | Bootshäuser an der Wakenitz  | Schutzumfang: Auf die städtebaulich wirksame Bausubstanz der Bootshäuser Wakenitzufer 1c, 7, 9, 11 und 13 (Kubatur, Dachform, Materialität, hist. Steganlagen, umgebende Freiflächen) - Die Bootshäuser an der Wakenitz in St.-Jürgen sind ein herausragendes Beispiel der Wassersporttradition im Lübecker Stadtgebiet - Mehrheit von baulichen Anlagen bestehend aus Wakenitzufer 1 c, Wakenitzufer 7, Wakenitzufer 9, Wakenitzufer 11 und Wakenitzufer 13 - Schutzgrund: städtebaulich, geschichtlich | weitere Fotos \| Fotos hochladen |
| 1603 Wikidata | Wakenitzufer 1 b (53° 52′ 10″ N, 10° 42′ 16″ O)              | Flussbadeanstalt Falkenwiese | Schutzumfang: Auf die gesamte Anlage (Ensemble) der Flussbadeanstalt „Falkenwiese“ - Flussbadeanstalt am Südufer der Wakenitz in der Nähe des Schulgartens - Schutzgrund: geschichtlich, wissenschaftlich, städtebaulich | weitere Fotos \| Fotos hochladen |
| 1728          | Wakenitzufer 2 (53° 52′ 7″ N, 10° 42′ 13″ O)                 | Etagenwohnhaus               | Schutzumfang: Auf das gesamte Gebäude mit Vorgarten und Zaun zur Straße - dreigeschossiges, traufenständiges Etagenwohnhaus in Reihenhausbauweise mit teilausgebautem Walmdach - Schutzgrund: geschichtlich, städtebaulich | BW                               |

## Weberkoppel
| Objekt-ID | Lage                                         | Offizielle Bezeichnung    | Beschreibung | Bild            |
| --------- | -------------------------------------------- | ------------------------- | --- | --------------- |
| 1605      | Weberkoppel 36 (53° 50′ 40″ N, 10° 43′ 1″ O) | Villa                     | Schutzumfang: Auf das gesamte Gebäude, sowie die steinerne Zaunpfeiler an der Straße - eingeschossige Vorstadtvilla von 1921 auf Souterraingeschoss (Keller) mit hohem Walmdach - Schutzgrund: geschichtlich, wissenschaftlich, städtebaulich | BW              |
| 1744      | Weberkoppel 40 (53° 50′ 40″ N, 10° 43′ 4″ O) | Aktualisierung vorgesehen | Aktualisierung vorgesehen - Ehemals Brömsesche Besitzung, einst verpachtet an einen Leineweber, der dem Gut und heute der Straße seinen/ihren Namen gab; erbaut Ende 19. Jahrhundert                                                          | Fotos hochladen |

## Ehemalige Kulturdenkmale
| Objekt-ID | Lage                                                | Offizielle Bezeichnung          | Beschreibung | Bild                                    |
| --------- | --------------------------------------------------- | ------------------------------- | --- | --------------------------------------- |
|           | Brehmerstraße 9 (53° 51′ 20″ N, 10° 41′ 28″ O)      | Wohnhaus                        | | Fotos hochladen                         |
| 1508      | Geniner Straße 80 (53° 50′ 54″ N, 10° 40′ 19″ O)    | Scheibengasbehälter (Gasometer) | Schutzumfang: Auf den gesamten Gasbehälter mit seitlicher Erschließungsröhre (Treppe, Fahrstuhl) - Scheibengasbehälter von 1953/54 nach Vorgaben der Firma August Klönne, Dortmund („Klönne-Trockengasbehälter“ Stand 1951) Denkmalschutz 2021 aufgehoben und Gasometer abgerissen - Schutzgrund: geschichtlich, wissenschaftlich, technisch, städtebaulich | weitere Fotos \| Fotos hochladen        |
|           | Körnerstraße 33 (53° 51′ 3″ N, 10° 41′ 24″ O)       | Wohnhaus                        | ehemalig (Schutzstatus in der 2019 veröffentlichten Liste nicht bekannt) | BW                                      |
| Wikidata  | Kronsforder Allee (53° 51′ 17″ N, 10° 41′ 20″ O)    | Kolosseum                       | Konzertsaal | weitere Fotos \| Fotos hochladen        |
| Wikidata  | Rehderbrücke (53° 51′ 49″ N, 10° 41′ 40″ O)         | Rehderbrücke                    | Brücke | weitere Fotos \| Fotos hochladen        |
|           | Beidendorf ()                                       | Kate Groneck                    | Kate | Direkt Bild zu diesem Denkmal hochladen |
|           | Oberbüssau, nahe der Kanalbrücke ()                 | Haus Bandholz                   | Haus | Direkt Bild zu diesem Denkmal hochladen |
|           | Vorrade ()                                          | Hof Grube                       | Hofanlage | Direkt Bild zu diesem Denkmal hochladen |
|           | Vorrade ()                                          | Kate zum Hof Grube              | Kate | Direkt Bild zu diesem Denkmal hochladen |
|           | Vorrade ()                                          | Scheune zum Hof Röttger         | Scheune | Direkt Bild zu diesem Denkmal hochladen |
|           | Wulfsdorf ()                                        | Kate Quitzau                    | Kate | Direkt Bild zu diesem Denkmal hochladen |
|           | Wulfsdorf, in der Dorfmitte, gegenüber Schulhaus () | Scheune                         | Scheune | Direkt Bild zu diesem Denkmal hochladen |
|           | Wulfsdorf, in der Dorfmitte, gegenüber Schulhaus () | Kate                            | Fachwerkreetdachkate Lothar Malskat - am 23. August 2011 nach Blitzeinschlag abgebrannt | Fotos hochladen                         |